# Georgisches Alphabet

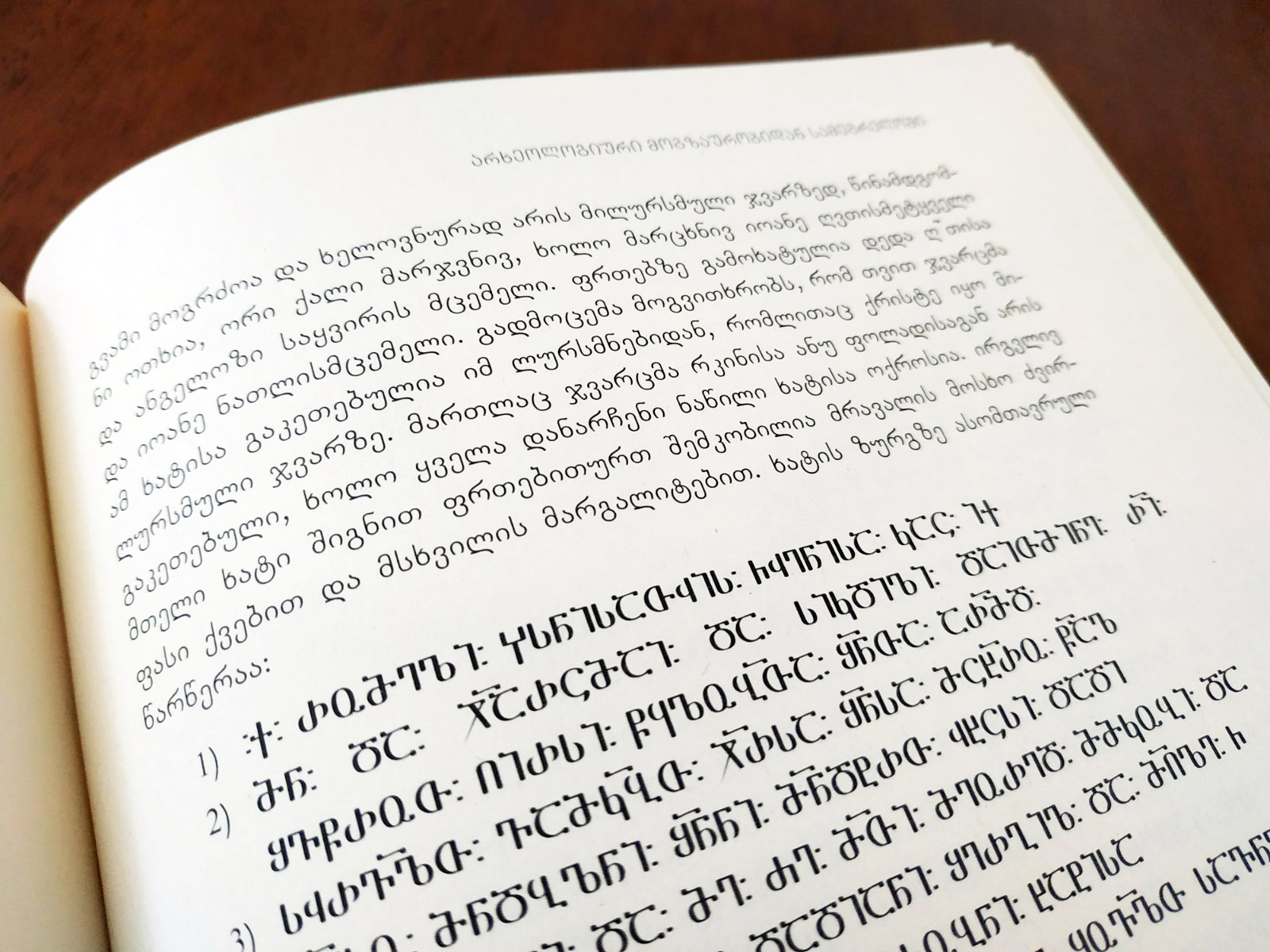
Text in georgischer Mchedruli- und Assomtawruli-Schriften auf derselben Seite. Ganz oben ist auch die Kopfzeile in der Mtawruli-Schrift zu sehen.

Das georgische Alphabet (georgisch ქართული ანბანი kartuli anbani [kʰɑrtʰʊlɪ ɑnbɑnɪ]) ist eine Alphabetschrift, in der die georgische Sprache mindestens seit dem 5. Jahrhundert geschrieben wird. Das moderne Alphabet umfasst 33 Buchstaben, von denen jeder genau einem Phonem entspricht. Vor der orthografischen Reform des 19. Jahrhunderts gab es im klassischen georgischen Alphabet fünf weitere Buchstaben, die für die neugeorgische Sprache phonetisch überflüssig sind. Die Schreibrichtung der georgischen Schrift ist von links nach rechts. Die alphabetische Reihenfolge der Buchstaben scheint vom griechischen Alphabet beeinflusst zu sein, obwohl die Grafik der georgischen Buchstaben wahrscheinlich nicht aus einer anderen Schrift stammt und als originäre Erfindung gilt.
Die georgische Schrift umfasst drei grafisch unterschiedliche Schrifttypen: Assomtawruli, Nuschuri und Mchedruli. In der Populärliteratur wird manchmal auch von drei georgischen Schriften gesprochen, aus paläographischer Sicht handelt es sich jedoch um verschiedene Varianten derselben Schrift: Alle drei sind auch voneinander gebildete historische Entwicklungsstufen und haben, abgesehen von wenigen Ausnahmen, eine gemeinsame alphabetische Reihenfolge und gemeinsame Buchstabennamen. Nach einer heute üblichen Einteilung, besonders für typografische Zwecke (zum Beispiel Codierung und Tastatur), gelten dabei Assomtawruli und Nuschuri als Groß- und Kleinbuchstaben derselben Chuzuri-Schrift, während Mchedruli als eigenständige Schrift betrachtet wird. Die moderne Mchedruli-Schrift unterscheidet nicht zwischen Groß- und Kleinbuchstaben, es gibt aber eine Mchedruli-Majuskelschrift – das Mtawruli –, die sehr aktiv für kurze, ausschließlich mit Majuskeln geschriebene Texte verwendet wird. Historisch gesehen wurden seit dem 10. Jahrhundert bis heute alle drei Schriftarten immer parallel verwendet, jedoch mit unterschiedlichen Funktionen und wechselnder Dominanz. Gegenwärtig werden Assomtawruli und Nuschuri offiziell nur von der georgischen orthodoxen Kirche für kirchliche Literatur verwendet, während Mchedruli die allgemein benutzte und dominierende georgische Schrift ist.
Die georgische Schrift wurde 2016 in die UNESCO-Liste des immateriellen Kulturerbes der Menschheit aufgenommen.
Außer für die georgische Sprache wird die georgische Schrift mit einigen Zusatzbuchstaben auch zum Schreiben anderer südkaukasischer Sprachen – Mingrelisch, Swanisch und Lasisch – und für die nordostkaukasische batsische Sprache verwendet. 1938 bis 1954 wurde die georgische Schrift offiziell ferner für die abchasische und die ossetische Sprache verwendet. Früher dienten die Buchstaben auch als Zahlzeichen.

## Aufbau
Das georgische Alphabet besteht aus 33 Buchstaben, von denen jeder nur einem Laut entspricht. Bis zum Ende des 19. Jahrhunderts gab es fünf weitere Buchstaben im Alphabet, die im Rahmen der orthografischen Reform entfernt wurden (siehe unten). Die 33 Buchstaben decken die Phonetik der georgischen Sprache vollständig ab, sodass es kein Phonem gibt, das nicht in einem Buchstaben geschrieben werden kann. Eine solche Regel der gegenseitigen Entsprechung zwischen dem Alphabet und der Phonetik wird auch in anderen Sprachen beobachtet, die die georgische Schrift verwenden oder verwendeten. Daher wurden für die für andere Sprachen bzw. Dialekte charakteristischen Phoneme, die ursprünglich kein entsprechendes Symbol im georgischen Alphabet hatten, einige zusätzliche Buchstaben hinzugefügt, die jedoch keine bestimmte Stelle im Alphabet haben und manchmal am Ende des Alphabets in einer nicht streng bestimmten Reihenfolge aufgeführt sind. Alle georgischen Buchstaben, mit Ausnahme zusätzlicher Buchstaben, haben auch Zahlenwerte.
In der nachfolgenden Tabelle sind die Zeichen, ihr Name, Hinweise zur Aussprache und verschiedene Umschriften angegeben. Die fünf nicht mehr verwendeten Buchstaben sind grün hervorgehoben. In der ersten Spalte der Umschrift steht das offizielle georgische Transliterationssystem, das 2018 von der staatlichen Sprachexpertenkommission Georgiens verabschiedet wurde. Es ist keine wissenschaftliche Transliteration. Ihr Zweck ist es, georgische Eigennamen in offiziellen Dokumenten englisch zu transkribieren. In den nächsten beiden Spalten stehen die Norm ISO 9984:1996 und die Norm DIN 32707:2010-01 und in der neunten Spalte daneben eine deutsche Transkription, die sich an andere Konventionen zur Transkription nicht-lateinischer Schriften (zum Beispiel Kyrillisch) anlehnt und zu Schreibweisen georgischer Namen führt, wie sie üblicherweise in deutschsprachigen Medien verwendet werden. Die letzte Spalte zeigt die Zahlenwerte der georgischen Buchstaben.
| Buchstaben | Buchstaben   | Buchstaben | Name        | Hinweis zur Aussprache (IPA)                                        | Umschrift | Umschrift | Umschrift         | Umschrift              | Zahlenwerte |
| Mchedruli  | Assomtawruli | Nuschuri   | Name        | Hinweis zur Aussprache (IPA)                                        | offiziell | ISO 9984  | DIN 32707:2010-01 | Deutsche Transkription | Zahlenwerte |
| ---------- | ------------ | ---------- | ----------- | ------------------------------------------------------------------- | --------- | --------- | ----------------- | ---------------------- | ----------- |
| ა          | Ⴀ            | ⴀ          | An          | [⁠ɑ⁠]                                                                 | A a       | A a       | A a               | A a                    | 1           |
| ბ          | Ⴁ            | ⴁ          | Ban         | [⁠b⁠]                                                                 | B b       | B b       | B b               | B b                    | 2           |
| გ          | Ⴂ            | ⴂ          | Gan         | [⁠ɡ⁠]                                                                 | G g       | G g       | G g               | G g                    | 3           |
| დ          | Ⴃ            | ⴃ          | Don         | [⁠d⁠]                                                                 | D d       | D d       | D d               | D d                    | 4           |
| ე          | Ⴄ            | ⴄ          | En          | [⁠ɛ⁠], wie e bei „Bett“                                               | E e       | E e       | E e               | E e                    | 5           |
| ვ          | Ⴅ            | ⴅ          | Win         | [⁠v⁠], wie W bei „Wahl“                                               | V v       | V v       | V v               | W w                    | 6           |
| ზ          | Ⴆ            | ⴆ          | Sen         | [⁠z⁠], stimmhaft, wie bei „Segel“                                     | Z z       | Z z       | Z z               | S s                    | 7           |
| ჱ          | Ⴡ            | ⴡ          | He / Emerwe | [eɪ̯], Swanisch /eː/                                                 | —         | Ē ē       | Ê ê               | —                      | 8           |
| თ          | Ⴇ            | ⴇ          | Tan         | [tʰ], behauchtes T wie bei „Tür“                                    | T t       | T' t’     | T̕ t̕               | T t                    | 9           |
| ი          | Ⴈ            | ⴈ          | In          | [⁠ɪ⁠], wie i in „mit“                                                 | I i       | I i       | I i               | I i                    | 10          |
| კ          | Ⴉ            | ⴉ          | Kan         | [kʼ], ejektives K                                                   | K k       | K k       | K k               | K k                    | 20          |
| ლ          | Ⴊ            | ⴊ          | Las         | [⁠l⁠]                                                                 | L l       | L l       | L l               | L l                    | 30          |
| მ          | Ⴋ            | ⴋ          | Man         | [⁠m⁠]                                                                 | M m       | M m       | M m               | M m                    | 40          |
| ნ          | Ⴌ            | ⴌ          | Nar         | [⁠n⁠]                                                                 | N n       | N n       | N n               | N n                    | 50          |
| ჲ          | Ⴢ            | ⴢ          | Ie / Iota   | [⁠ɪ̯⁠]                                                                 | —         | Y y       | Y y               | —                      | 60          |
| ო          | Ⴍ            | ⴍ          | On          | [⁠ɔ⁠], wie o bei „von“                                                | O o       | O o       | O o               | O o                    | 70          |
| პ          | Ⴎ            | ⴎ          | Par         | [pʼ], ejektives P                                                   | P p       | P p       | P p               | P p                    | 80          |
| ჟ          | Ⴏ            | ⴏ          | Schan       | [⁠ʒ⁠], wie bei „Garage“                                               | Zh zh     | Ž ž       | Ž ž               | Sch sch                | 90          |
| რ          | Ⴐ            | ⴐ          | Rae         | [⁠r⁠], gerolltes Zungenspitzen-R                                      | R r       | R r       | R r               | R r                    | 100         |
| ს          | Ⴑ            | ⴑ          | San         | [⁠s⁠], wie s bei „ist“                                                | S s       | S s       | S s               | S s (ss)               | 200         |
| ტ          | Ⴒ            | ⴒ          | Tar         | [tʼ], ejektives T                                                   | T t       | T t       | T t               | T t                    | 300         |
| ჳ          | Ⴣ            | ⴣ          | Wie         | [u̯ɪ]                                                                | —         | W w       | W w               | —                      | 400         |
| უ          | ႭჃ / Ⴓ       | ⴓ          | Un          | [⁠ʊ⁠], wie u bei „Butter“                                             | U u       | U u       | U u               | U u                    | 400         |
| ფ          | Ⴔ            | ⴔ          | Par         | [pʰ], behauchtes P wie bei „Pech“                                   | P p       | P' p'     | P̕ p̕               | P p                    | 500         |
| ქ          | Ⴕ            | ⴕ          | Kan         | [kʰ], behauchtes K wie bei „Kanu“                                   | K k       | K' k’     | K̕ k̕               | K k                    | 600         |
| ღ          | Ⴖ            | ⴖ          | Ghan        | [⁠ɣ⁠], ähnlich wie R bei „Rose“                                       | Gh gh     | Ḡ ḡ       | Ġ ġ               | Gh gh                  | 700         |
| ყ          | Ⴗ            | ⴗ          | Qar         | [qʼ], ejektiver Kehlkopflaut zwischen ღ und ხ                       | Q q       | Q q       | Q q               | Q q                    | 800         |
| შ          | Ⴘ            | ⴘ          | Schin       | [⁠ʃ⁠]                                                                 | Sh sh     | Š š       | Š š               | Sch sch                | 900         |
| ჩ          | Ⴙ            | ⴙ          | Tschin      | [tʃʰ], behauchtes Tsch wie bei „Tscheche“                           | Ch ch     | Č' č'     | Č̕ č̕               | Tsch tsch              | 1000        |
| ც          | Ⴚ            | ⴚ          | Zan         | [tsʰ], behauchtes Ts wie Z bei „Zone“                               | Ts ts     | C’ c’     | C̕ c̕               | Z z                    | 2000        |
| ძ          | Ⴛ            | ⴛ          | Dsil        | [⁠dz⁠], stimmhafte Affrikate, in Opposition zu z: ც/[tsʰ] und წ/[ts’] | Dz dz     | J j       | J j               | Ds ds                  | 3000        |
| წ          | Ⴜ            | ⴜ          | Zil         | [tsʼ], ejektives Ts (kurz)                                          | Ts ts     | C c       | C c               | Z z                    | 4000        |
| ჭ          | Ⴝ            | ⴝ          | Tschar      | [tʃʼ], ejektives Tsch (kurz)                                        | Ch ch     | Č č       | Č č               | Tsch tsch              | 5000        |
| ხ          | Ⴞ            | ⴞ          | Chan        | [⁠x⁠], ähnlich wie ch bei „Achtung“                                   | Kh kh     | X x       | X x               | Ch ch                  | 6000        |
| ჴ          | Ⴤ            | ⴤ          | Char        | [⁠q⁠]                                                                 | —         | H̱ ẖ       | Q̕ q̕               | —                      | 7000        |
| ჯ          | Ⴟ            | ⴟ          | Dschan      | [⁠dʒ⁠], wie bei „Dschungel“                                           | J j       | J̌ ǰ       | J̌ ǰ               | Dsch dsch              | 8000        |
| ჰ          | Ⴠ            | ⴠ          | Hae         | [⁠h⁠]                                                                 | H h       | H h       | H h               | H h                    | 9000        |
| ჵ          | Ⴥ            | ⴥ          | Hoe         | [⁠oː⁠]                                                                | —         | Ō ō       | Ô ô               | —                      | 10000       |

Anmerkungen
1. ↑  Zwischen zwei Vokalen wird das stimmlose ს mit ss umschrieben.
2. 1 2  ჳ und უ haben den gleichen Zahlenwert (400)

### Buchstabenreihenfolge

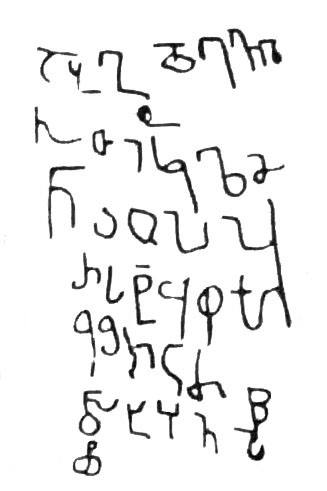
Graffiti-Abecedarium auf der Dawati-Stele, 6. Jahrhundert

Entsprechend der Buchstabenreihenfolge wird das georgische Alphabet herkömmlicherweise in zwei Gruppen unterteilt. Die Anordnung der Buchstaben im ersten Teil von An (ა) bis Kan (ქ) – nach einigen Forschern sogar bis Schin (შ) – entspricht der Reihenfolge des griechischen Alphabets, obwohl die Buchstaben keine Abwandlungen der griechischen Schrift sind. Sowohl die phonetischen Bedeutungen als auch die Zahlenwerte der Buchstaben stimmen überein. Ausnahmen bilden nur zwei Buchstaben – Iota (ჲ) und Schan (ჟ), an deren Stelle im altgriechischen Alphabet die Buchstaben der für die georgische Sprache fremden Laute – Xi (Ξ) und Koppa (Ϙ) – stehen. Wissenschaftler weisen darauf hin, dass die ähnliche Anordnung und numerische Bedeutung der georgischen und griechischen Alphabete die Übersetzung der griechischen Literatur und die Transliteration von Namen und Zahlen ins Georgische etwas vereinfacht hat, was wahrscheinlich das Ziel des Schöpfers des Alphabets war.
Im zweiten Teil am Ende des georgischen Alphabets befinden sich alle Laute, die im Altgriechischen keine Entsprechung haben. Die Buchstabenfolge dieser Gruppe (ღ, ყ, შ, ჩ, ც, ძ, წ, ჭ, ხ, ჴ, ჯ, ჰ) wiederholt nicht die alphabetische Reihenfolge anderer heute bekannter Schriften und gilt als die ursprüngliche Erfindung des Schöpfers des georgischen Alphabets. Nach dem deutschen Paläographen Winfried Boeder sind die Grapheme der für Georgisch spezifischen Phoneme im Alphabet nach den klassischen griechischen phonetischen Lehren angeordnet. Nach diesen Lehren erklärt er die Abfolge der Affrikaten ც–ძ–წ. Laut Tamas Gamqrelidse ist die Affrikate ძ das zentrale Mitglied des zweiten Teils des georgischen Alphabets mit links und rechts symmetrisch angeordneten Lauten, jeweils stimmlosen und glottalisierten Affrikaten.
Die Reihenfolge des georgischen Alphabets ist historisch weitgehend unverändert, wie die Abecedarien auf den frühen Denkmälern (zum Beispiel Dawati-Stele) belegen. Sie ist grundsätzlich allen drei Arten der georgischen Schrift gemeinsam. In der Assomtawruli-Schrift fehlt jedoch im Vergleich zu den beiden anderen der Buchstabe Un (უ, ⴓ) für den Vokal [u]. Später wurde zwar der Buchstabe Ⴓ für den Laut [u] zu Assomtawruli hinzugefügt, fand aber keine allgemeine Verwendung. Außerdem haben Assomtawruli und Nuschuri die meisten Zusatzbuchstaben nicht.

### Buchstabennamen
Die Namen der georgischen Buchstaben wiederholen nicht die Namen der Zeichen einer anderen Schrift. Bei einem Teil der Buchstaben schließen einige Wissenschaftler den Einfluss der Namen fremder Buchstaben jedoch nicht aus. Zum Beispiel können das semitische šin und zajin Prototypen des georgischen Schin und Sen sein, während das gotische laaz und manna Prototypen des georgischen Las und Man sein könnten. Im Allgemeinen wird jedoch angenommen, dass die Namen georgischer Buchstaben das Ergebnis einer Neuschöpfung sind.
Die Namen der Vokalbuchstaben werden mit dem an den entsprechenden Vokal angehängten Konsonanten -n gebildet: An, En, In, On, Un. Eine große Anzahl von Konsonantenbuchstaben wird als einsilbige Namen dargestellt, die ebenfalls mit dem Konsonanten -n enden: Ban, Gan, Don, Win, Sen, Tan, Kan, Man, Schan, San, Khan, Ghan, Schin, Tschin, Zan, Chan, Dschan. Die Namen von sieben Buchstaben enden mit dem Konsonanten -r: Nar, Par, Tar, Par, Qar, Tschar, Char. Zwei Buchstabennamen – Dsil und Tsil – enden mit -l. Ein angehängtes -s hat nur ein einziger Buchstabenname – Las. Die Namen Rae, Hae und Wie bilden eine eigenartige zweisilbige Struktur. Zwei Buchstaben he und ie haben gleichzeitig zweite alternative Namen, entsprechend Emerwe und Iota.
Die Namen der Buchstaben in alphabetischer Reihenfolge sind so angeordnet, dass der Eindruck eines Reims entsteht, was ursprünglich als Voraussetzung für das Auswendiglernen von Buchstaben gedacht sein sollte.

### Zahlenwerte
Neben der phonetischen Bedeutung haben die Buchstaben des georgischen Alphabets auch numerische Bedeutungen. Bis zum Ende des 19. Jahrhunderts wurden Buchstaben parallel zu arabischen Ziffern aktiv zum Schreiben von Zahlen verwendet. Auch die fünf gestrichenen Buchstaben, die im 19. Jahrhundert durch die orthographische Reform ihre phonetische Funktion verloren hatten, wurden weiterhin in ihrer numerischen Bedeutung verwendet. Die Verwendung georgischer Buchstaben im Sinne von Zahlen in georgischen Texten ist heute nicht mehr üblich und wird nur noch sehr selten verwendet, insbesondere wenn der Text sprachlich archaisch ist. Ansonsten ist die traditionelle georgische Zahlenschrift den modernen georgischen Lesern ziemlich entfremdet. Stattdessen werden jetzt arabische Ziffern und römische Zahlschrift verwendet.
Das Zahlensystem des georgischen Alphabets basiert – wie auch im Fall anderer osteuropäischer Schriften, wie zum Beispiel armenisch oder kyrillisch – auf dem griechischen. In diesem System werden die Einer mit den ersten neun Buchstaben dargestellt, die nächsten neun Buchstaben haben Bedeutungen der Zehner, dann der Hunderter usw. Zum Beispiel wird die Nummer 1852 mit den georgischen Buchstaben wie folgt geschrieben:
Die Zahlenwerte der Buchstaben im ersten Teil des Alphabets stimmen genau mit den entsprechenden Buchstaben des griechischen Alphabets überein. Aufgrund der Tatsache, dass das georgische Alphabet mehr grafische Symbole enthält als das griechische, ist das georgische Zahlensystem vollständiger. Insbesondere ist es durch das georgische System mit 37 Buchstaben im Gegensatz zum griechischen möglich, nicht nur Einer, Zehner und Hunderter, sondern auch Tausender zu schreiben. Der letzte Buchstabe ჵ zeigt Zehntausend. Es wird angenommen, dass georgische Buchstaben die Zahlenwerte nicht später, sondern unmittelbar bei der Entwicklung des Alphabets erhielten.
Un (უ) ist der einzige Buchstabe des georgischen Alphabets, der anfangs keine numerische Bedeutung hatte, da es als unabhängiger Buchstabe spät gebildet wurde. Der Buchstabe Wie (ჳ), der vor dem Un steht, hatte ursprünglich den Zahlenwert von 400. Nachdem die phonetische Notwendigkeit dieses Buchstabens im georgischen Alphabet verloren gegangen war, wurde dem Buchstaben Un diese numerische Bedeutung gegeben. Infolgedessen haben beide heute den gleichen Zahlenwert.

### Zusatzbuchstaben
Zu verschiedenen Zeiten und für verschiedene Sprachen wurden dem klassischen georgischen Alphabet mit 38 (später 33) Buchstaben zusätzliche Buchstaben hinzugefügt. In der nachfolgenden Tabelle werden alle diese Buchstaben mit ihren Namen und ihrer Aussprache gezeigt. In der fünften Spalte sind die Sprachen aufgeführt, die diese Buchstaben heute noch verwenden oder jemals zuvor verwendet (kursiv) wurden. Die grün markierten Buchstaben werden in manchen kartwelologischen Lehrbüchern als unabhängige Grapheme betrachtet, obwohl sie aus typografischer Sicht – im Gegensatz zu ihren lateinischen Äquivalenten – nicht als unabhängige Buchstaben gelten und lediglich eine Kombination aus Vokalbuchstaben und Diakritika darstellen.
| Buchstaben | Buchstaben   | Buchstaben | Name                    | Sprachen                                                         | Aussprache     |
| Mchedruli  | Assomtawruli | Nuschuri   | Name                    | Sprachen                                                         | Aussprache     |
| ---------- | ------------ | ---------- | ----------------------- | ---------------------------------------------------------------- | -------------- |
| ჶ          |              |            | Fi                      | Georgisch, Lasisch, Abchasisch, Ossetisch                        | [⁠f⁠]            |
| ჷ          | Ⴧ            | ⴧ          | Yn                      | Georgisch, Mingrelisch, Lasisch, Swanisch, Abchasisch, Ossetisch | [⁠ə⁠]            |
|            |              |            | U-Brdschgu              | Georgisch, Mingrelisch, Swanisch                                 | [⁠w⁠]            |
| ჸ          |              |            | Elifi                   | Mingrelisch, Swanisch                                            | [⁠ʔ⁠]            |
| ჹ          |              |            | gedrehtes Gan           | Dagestanische Sprachen                                           | [⁠ɢ⁠]            |
| ჼ          |              |            | modifiziertes Nar       | Batsisch                                                         | [⁠◌̃⁠]            |
| ჺ          |              |            | Aini                    | Batsisch                                                         | [⁠ʕ⁠]            |
| ჽ          | Ⴭ            | ⴭ          | Aen                     | Ossetisch                                                        | [æ]            |
| ჾ          |              |            | hartes Zeichen          | Abchasisch                                                       | Velarisierung  |
| ჿ          |              |            | labiales Zeichen        | Abchasisch                                                       | Labialisierung |
|            |              |            | An mit Trema            | Swanisch                                                         | [⁠æ⁠]            |
|            |              |            | An mit Makron           | Swanisch                                                         | [⁠ɑː⁠]           |
|            |              |            | An mit Trema und Makron | Swanisch                                                         | [⁠æː⁠]           |
|            |              |            | En mit Makron           | Swanisch                                                         | [⁠ɛː⁠]           |
|            |              |            | In mit Makron           | Swanisch                                                         | [⁠ɪː⁠]           |
|            |              |            | On mit Trema            | Swanisch                                                         | [⁠œ⁠]            |
|            |              |            | On mit Makron           | Swanisch                                                         | [⁠ɔː⁠]           |
|            |              |            | On mit Trema und Makron | Swanisch                                                         | [⁠œː⁠]           |
|            |              |            | Un mit Trema            | Swanisch                                                         | [⁠y⁠]            |
|            |              |            | Un mit Makron           | Swanisch                                                         | [⁠ʊː⁠]           |
|            |              |            | Un mit Trema und Makron | Swanisch                                                         | [⁠yː⁠]           |
|            |              |            | Yn mit Makron           | Swanisch                                                         | [⁠əː⁠]           |

#### Zusatzbuchstaben für Georgisch
Chronologisch ist das ჶ der erste Zusatzbuchstabe, der den Konsonanten [f] angibt und wird in georgischen Manuskripten aus dem 13. Jahrhundert bestätigt, wenn auch sehr selten, später ab dem 16. Jahrhundert ist seine Verwendung relativ häufig. Der Umriss des Buchstabens ist dem griechischen Äquivalent Φ entlehnt. Der Laut [f] existiert weder in der alten noch in der neuen literarischen georgischen Sprache, daher war die Verwendung dieses Buchstabens für die georgische Sprache immer unregelmäßig. Er wurde ursprünglich in Wörtern verwendet, die aus Fremdsprachen entlehnt wurden, um die ursprüngliche Phonetik angemessener zu vermitteln; zum Beispiel ჶილოსოჶია, ეჶრემი, სტეჶანე (filosofia, efremi, stefane) statt ფილოსოფია, ეფრემი, სტეფანე (pilosopia, epremi, stepane). Manchmal wurde dieser Buchstabe fälschlicherweise auch in Wörtern georgischen Ursprungs verwendet. Infolge der Reform im 19. Jahrhundert verschwand dieser Buchstabe vollständig aus der georgischen Rechtschreibung.
Im 18. Jahrhundert versuchte Katholikos Anton I. eine Rechtschreib- und Grammatikreform durchzuführen, in der er einen neuen Buchstaben ჷ für den Schwa-Laut [ə] schuf. Anton I. selbst glaubte, dass dieser Vokal, obwohl er früher nie geschrieben wurde, zwischen zwei Konsonanten immer ausgesprochen werde. Entgegen dieser Meinung war dieser Vokal nie charakteristisch für die Phonetik der georgischen Sprache, auch in Dialekten kommt er äußerst selten und nur in ultrakurzer Form vor. Daher konnte dieser Buchstabe in der georgischen Literaturorthographie nicht etabliert werden, hat jedoch teilweise in einigen Systemen der georgischen wissenschaftlichen Transkription überlebt.
Im Rahmen der Reform von Anton I. wurde das georgische Alphabet auch mit dem Buchstaben უ̂ – das უ mit Zirkumflex – ergänzt, der einen Halbvokal [w] ausdrückte. Dieser Laut existierte in der altgeorgischen Sprache, aber es gab kein entsprechendes Graphem und die Funktion seiner Aufnahme wurde dem Vokalbuchstaben უ (u) zugewiesen. Aber zur Zeit von Anton I. war dieser Laut in der georgischen Sprache bereits tot, wurde also nicht mehr gesprochen. Dieser Buchstabe wurde bis in die 1970er Jahre aktiv verwendet.

#### Zusatzbuchstaben für andere Sprachen und Dialekte
Alle drei oben genannten zusätzlichen Buchstaben, die in der Rechtschreibung der literarischen georgischen Sprache nicht mehr verwendet werden, sind in den georgischen Systemen wissenschaftlicher Transkriptionen verblieben, mit denen georgische Dialekte geschrieben werden. Darüber hinaus begann ab Ende des 19. Jahrhunderts und Anfang des 20. Jahrhunderts erstmals die Veröffentlichung von Texten und Wörterbüchern in den dem Georgischen eng verwandten südkaukasischen Sprachen, Mingrelisch und Swanisch, in denen zwei historische zusätzlichen Zeichen – ჷ und უ̂ – noch heute verwendet werden, die lasische Sprache verwendet daneben auch den Buchstaben ჶ. Für die swanische und mingrelische Sprache sowie für einige georgische Dialekte wurde im 20. Jahrhundert der Buchstabe ჸ für die Schreibung des stimmlosen glottalen Plosivs [ʔ] zum Alphabet hinzugefügt. Darüber hinaus differenziert die traditionelle Rechtschreibung der swanischen Sprache zwischen langen, kurzen und Umlaut-Vokalen durch diakritische Zeichen.
In der georgischen sprachwissenschaftlichen Literatur werden noch zwei zusätzliche Buchstaben für die in Tuschetien gesprochene Batsische Sprache verwendet: Das ჼ (modifiziertes Nar), das den vorhergehenden Vokal nasaliert und das aus der arabischen Schrift entlehnte ჺ (Ain), gelegentlich verwendet für den stimmhaften pharyngalen Frikativ [ʕ]. Darüber hinaus wurde das ჹ – das umgedrehte Gan (გ) – einst für den stimmhaften uvularen Plosiv [ɢ] in der missionarischen Literatur in einigen dagestanischen Sprachen verwendet.
1938 bis 1954 wurde die georgische Schrift offiziell für die abchasische und die ossetische Sprache verwendet. Neben den bereits erwähnten zusätzlichen Zeichen wurde der Buchstabe ჽ speziell für das Ossetische erstellt, was dem heutigen kyrillischen ӕ entspricht. Noch zwei Buchstaben wurden speziell für das Abchasische erstellt: Das ჾ (hartes Zeichen) wurde zur Velarisierung und das ჿ (labiales Zeichen) zur Labialisierung des vorhergehenden Konsonanten verwendet.
Alle zusätzlichen Buchstaben gehören zur Mchedruli-Schrift und haben keine Entsprechungen in Nuschuri und Assomtawruli. Die beiden Buchstaben ჷ und ჽ machen zwei Ausnahmen: Ihre Assomtawruli- und Nuschuri-Entsprechungen waren im ossetischen Alphabet vorhanden, das 1802 vom georgischen christlichen Missionar Ioane Ialghusidse auf der Grundlage der georgischen Schrift nicht nur als Mchedruli-, sondern auch als Chuzuri- (kirchliches Nuschuri mit Großbuchstaben aus Assomtawruli) erstellt hatte.

### Interpunktion

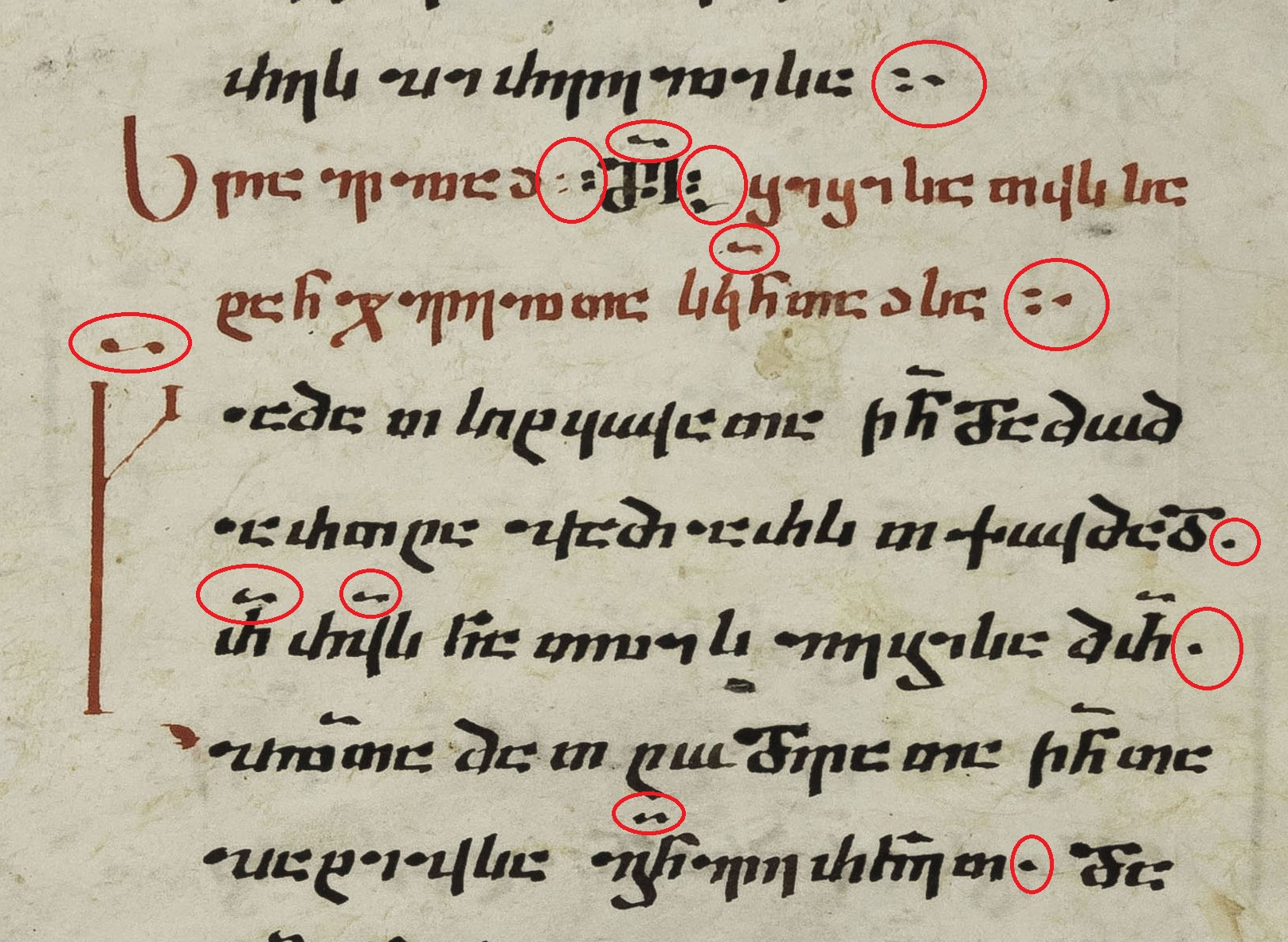
Hochmittelalterliches Nuschuri-Manuskript mit den üblichen Satzzeichen und Karagmas dieser Zeit (rot markiert)

Interpunktionszeichen sind in georgischen Manuskripten seit dem 5. Jahrhundert dokumentiert. Dies sind Punkte und kleine Linien. Es gibt wenig Regelmäßigkeit in ihrer Verwendung innerhalb eines einzelnen Manuskripts, es scheint, dass es keine allgemeine orthographische Regel gab und die Verwendung vom Kalligraphen abhing.
Im 11. Jahrhundert schuf Ephrem Mzire, ein georgischer Kleriker, Schriftsteller, Übersetzer, Philologe und Philosoph, ein neues System georgischer Satzzeichen. Sein System umfasste Ein- (·), Zwei- (:), Drei- (჻) und Sechs-Punkt-Satzzeichen (჻჻). Jedes davon hat seine eigene Funktion: Ein Punkt markiert eine kleine Pause wie ein Komma; zwei Punkte trennen jeden abgeschlossenen Gedanken wie ein heutiger Strichpunkt oder Punkt. Drei Punkte markieren eine größere Pause wie ein heutiger Punkt, und am Ende eines Absatzes stehen sechs Punkte. Darüber hinaus gab es Tonalitätszeichen, die auf die Intonation von Fragesätzen oder Aufforderungssätzen hinweisen. Ab dem 12. Jahrhundert wurde diesem System ein Semikolon hinzugefügt, das in seiner Funktion dem heutigen Fragezeichen entspricht. Ephrems Interpunktion mit geringfügigen Abweichungen wird in mittelalterlichen georgischen Manuskripten mehr oder weniger systematisch verwendet.
Für die georgische Rechtschreibung des Mittelalters und der Neuzeit, einschließlich des 18. Jahrhunderts, ist die Verwendung des Abkürzungszeichens Karagma (georgisch ქარაგმა) sehr charakteristisch. Grafisch ist eine Karagma ein gerader Strich oder eine Wellenlinie, die über ein abgekürztes Wort geschrieben wird und oft leicht stilisiert ist. Es gab eine Kategorie von Wörtern, die normalerweise immer abgekürzt wurden, dies waren oft Konjunktionen, Partikel, Adpositionen und so weiter. Häufig verwendete Eigennamen wurden ebenfalls gekürzt, insbesondere die Namen christlicher Heiliger. Vokalbuchstaben oder ganze Silben konnten in einem abgekürzten Wort weggelassen werden, und manchmal wurden nur der erste und der letzte Buchstabe des Wortes geschrieben.

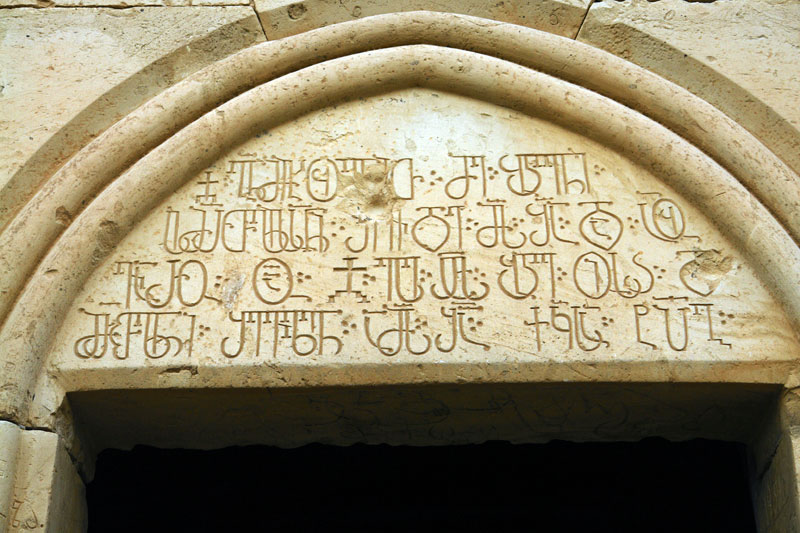
Eine Assomtawruli-Inschrift aus Dawit Garedscha mit einem dreipunktigen Trennzeichen zwischen je zwei Wörtern

Texte in der Mchedruli- und manchmal auch Assomtawruli-Schrift des 11. Jahrhunderts bis einschließlich 18. Jahrhunderts waren gelegentlich durch das sogenannte Trennzeichen, georgisch gankwetilobis nischani (georgisch განკვეთილობის ნიშანი), gekennzeichnet. Dies sind zwei (:) oder drei Punkte (჻), die zwei benachbarte Wörter trennen und keine weitere syntaktische Bedeutung haben. Die Trennzeichen wurden dabei nicht mit den Satzzeichen verwechselt, die ebenfalls zwei- und dreipunktig waren, weil Satzzeichen grundsätzlich nur für Nuschuri-Manuskripte verwendet wurden, die keine Trennzeichen enthielten. Trennzeichen kamen hauptsächlich in Mchedruli-Manuskripten oder dekorativen Assomtawruli-Steininschriften vor, in denen Satzzeichen praktisch nicht verwendet wurden. Die Trennzeichen sind auch in der modernen georgischen Kalligraphie als Dekoration beliebt.
Im 18. Jahrhundert führte der Katholikos Anton I. ein neues, kompliziertes Interpunktionssystem ein, das auf armenischer Interpunktion basiert. Dieses System erwies sich für Georgier als so kompliziert und fremd, dass es nur in den Texten von Anton und seinem unmittelbaren Gefolge zu finden ist. Seit dem 19. Jahrhundert ist die europäische Zeichensetzung in der georgischen Rechtschreibung fest verankert und wird bis heute verwendet.

## Herkunft
Die Frage nach der Herkunft des georgischen Alphabets ist in der Wissenschaft immer noch umstritten; insbesondere besteht kein Konsens über den Schöpfer des Alphabets und das Datum seiner Entstehung.

### Vorgeschichte

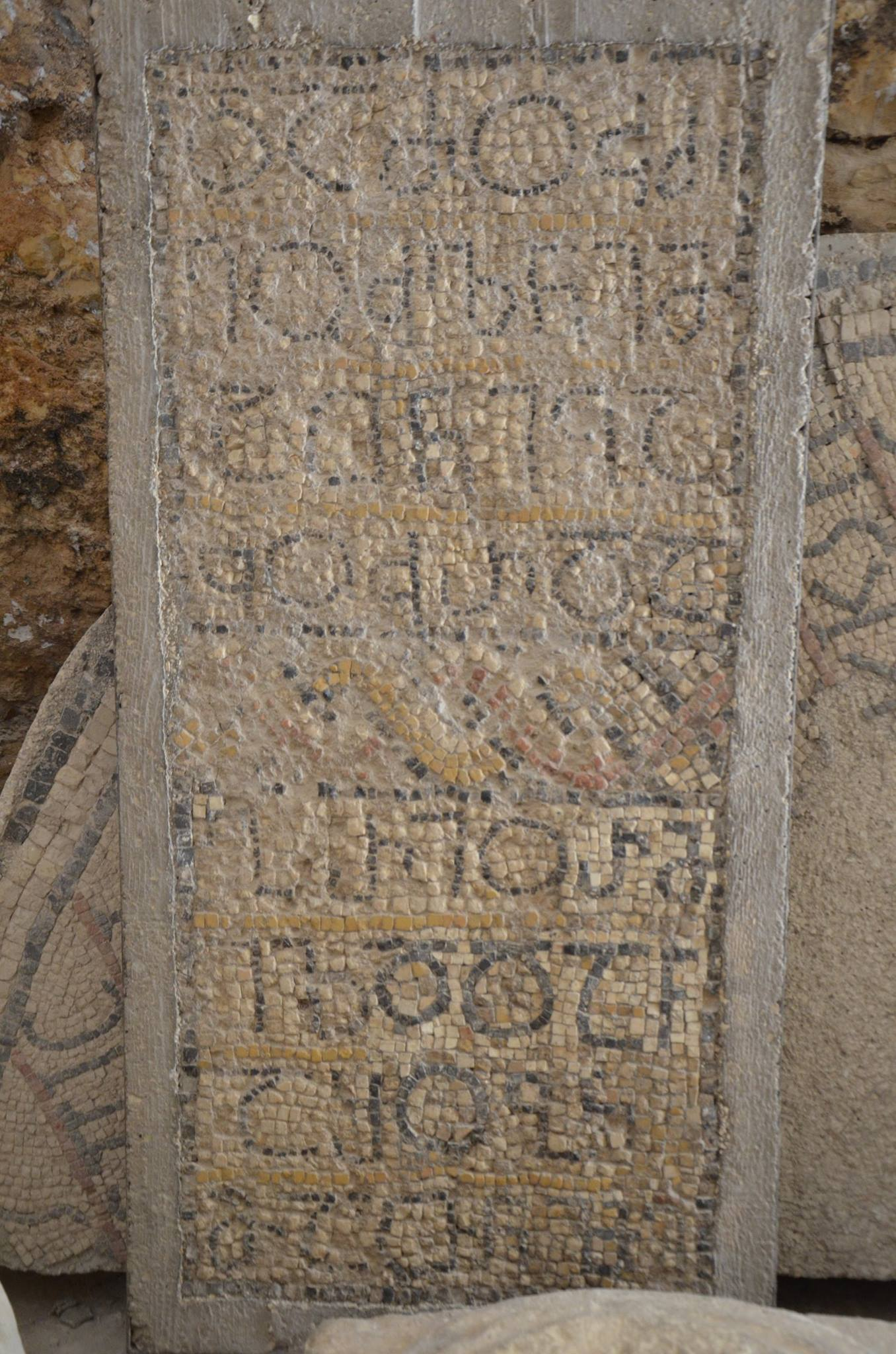
Eine der ältesten georgischen Assomtawruli-Inschriften aus Palästina, Bir el Qutt, 430 n. Chr.

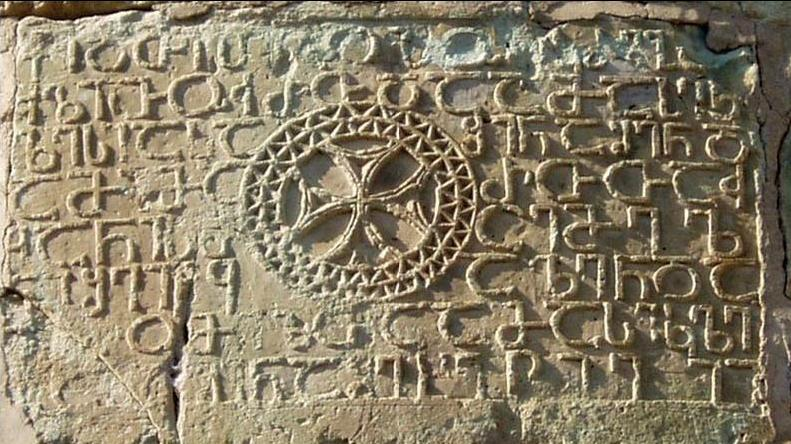
Eine der ältesten Inschriften in Georgien, Bolnissi, 5. Jahrhundert.

Das älteste Beispiel für die Verwendung von Schrift auf dem Gebiet Georgiens wurde 2015 auf dem Hügel Grakliani gefunden. Die Inschrift stammt aus dem 7. Jahrhundert vor Christus und ist nicht entziffert. Sie konnte bisher keiner der bekannten Schriften zugeordnet werden. Die Vermutungen, dass das verwendete Alphabet mit dem georgischen verwandt bzw. eine Frühform davon sein könnte, wurden nicht bestätigt.
Griechische und aramäische Alphabete waren in der Antike in Georgien weit verbreitet. Besonders im Königreich Iberien scheinen beide Alphabete bis zum 4. Jahrhundert n. Chr. die offiziellen Schriften des königlichen Hofes gewesen zu sein. In der Armasi-Bilingue, der Grabinschrift für eine jung verstorbene iberische Adelige, kommen beide Schriften sogar nebeneinander vor. Die aramäische Schrift nahm in Iberien eine besondere Form an und ihre nationale Variante – die armasische Schrift – wurde gebildet. Es wurde vermutet, dass die letztere die Grundlage des georgischen Alphabets sein könnte, aber nur ein kleiner Teil der wissenschaftlichen Literatur teilt diese Ansicht.

### Älteste Funde
Die ältesten Beispiele der georgischen Schrift, deren Datierung nicht umstritten ist, stammen aus dem 4. oder 5. Jahrhundert. Sie wurden außerhalb Georgiens in Palästina gefunden. 1952 wurden von dem italienischen Archäologen Virgilio Canio Corbo in einem georgischen Kloster in der Nähe von Bir el Qutt in der judäischen Wüste, 6 km südöstlich von Jerusalem und 2 km nördlich von Bethlehem drei Inschriften entdeckt. Alle drei Inschriften sind Mosaike und befanden sich auf dem Boden des Klosters. Zwei davon sind mit 430 n. Chr. und die dritte mit 532 n. Chr. datiert. Unbestrittenen Studien zufolge müssen die Graffiti-Inschriften, die zwischen 1955 und 1960 in einer der Kirchen in Nazareth gefunden wurden, etwas älter sein. In ihnen ist zwar keine explizite Datumsangabe enthalten, aber Wissenschaftler haben ihre oberen und unteren chronologischen Grenzen von 330 bis 427 bestimmt. In Palästina wurden auch andere georgische Inschriften aus dem 5. Jahrhundert gefunden.
Unter den auf dem Gebiet Georgiens gefundenen Zeugnissen sind die Inschriften der Sioni-Kirche von Bolnissi die ältesten. Es handelt sich um drei Inschriften, die auf das Ende des 5. Jahrhunderts datiert werden. Als eines der ältesten Denkmäler gilt auch das Abacedarium auf der Dawati-Stele, das wenige Wissenschaftler sogar als das älteste Zeugnis georgischer Schrift überhaupt betrachten und auf das Jahr 367 datieren. Diese Ansicht wird jedoch nicht allgemein geteilt. Auch die Meinung, dass die in Nekresi gefundenen Inschriften aus der Zeit vom 1. bis zum 3. Jahrhundert stammen, fand keine wissenschaftliche Anerkennung, auch wenn diese Inschriften ebenfalls als älteste Beispiele angesehen werden.

### Historische Quellen
Die einzige Quelle georgischer historischer Schriften im Zusammenhang mit der Einführung der georgischen Schrift ist die Angabe des georgischen Historikers Leonti Mroweli aus dem 11. Jahrhundert, die im Kartlis Zchowreba (Georgische Chroniken) überliefert wird. Danach gilt Parnawas I., der erste König von Iberien im 3. Jahrhundert vor Christus, als Schöpfer des Alphabets. Diese Angaben von Leonti Mroweli werden von Wissenschaftlern unterschiedlich bewertet. Einige halten es für eine zuverlässige Quelle, die meisten schließen jedoch die Schaffung des georgischen Alphabets durch Parnawas aus. Einige Forscher interpretieren die Angabe abweichend. Zum Beispiel betrachteten einige Parnawas I. als einen Reformer der bereits existierenden georgischen Schrift. Einige bestritten zwar die Schaffung des Alphabets durch Parnawas, äußerten jedoch die Ansicht, dass Leontis Angabe indirekt bzw. metaphorisch auf den wahren Autor der georgischen Schrift in der christlichen Ära hinweisen könnte, insbesondere könnten solche indirekt implizierten Schöpfer der georgischen Schrift König Bakur III. und Gri Ormisd (5. Jh. nach Christus) gewesen sein. Der Linguist Tamas Gamqrelidse, der die Idee der Schaffung des georgischen Alphabets in der christlichen Ära unterstützt, sieht eine alternative Interpretation der Tradition in der vorchristlichen Verwendung ausländischer Schriften (Alloglottographie in der armasischen Schrift), um georgischsprachige Texte aufzuschreiben.
Informationen über die Entstehung der georgischen Schrift geben auch die armenischen Schriftsteller Koriun und Moses von Choren aus dem 5. Jahrhundert, obwohl ihre Werke in Form eines späteren Manuskripts vorliegen. Beide nennen Mesrop Maschtoz, einen armenischen Mönch aus den 4. und 5. Jahrhunderten, als Autor des georgischen Alphabets zusammen mit den armenischen und albanischen Schriften. Die Berichte von Koriun und Moses von Choren enthalten jedoch auch einander widersprechende Angaben. Laut Moses von Choren habe Maschtoz auf Ersuchen des georgischen Königshofs zusammen mit dem georgischen Beamten Dschali das georgische Alphabet in Georgien geschaffen, während Koriun Mesrop Maschtoz als alleinigen Autor und Initiator des Alphabets betrachtet, das er in Armenien geschaffen und nach Georgien als Angebot gebracht habe. Nach einer textkritischen Analyse kamen manche Forscher zu dem Schluss, dass die Informationen über die Schaffung des georgischen Alphabets durch Mesrop Maschtoz im Originaltext nicht vorhanden waren und spätere Einfügungen sind. Darüber hinaus schließt eine große Anzahl von Wissenschaftlern die Existenz eines gemeinsamen Autors der georgischen und armenischen Schriften aufgrund der unterschiedlichen grafischen Systeme und der alphabetischen Reihenfolge der beiden Alphabete aus. Es wird oft auch darauf hingewiesen, dass nach den genannten historischen Quellen Mesrop Maschtoz die georgische Sprache nicht kannte, was Zweifel an seiner Fähigkeit aufkommen lasse, das georgische Alphabet zu schaffen. Eine andere Interpretation der Angaben von Koriun und Moses von Choren stammt von Korneli Kekelidse. Seiner Meinung nach fungiere Mesrop Mashtoz als „Konstrukteur“ bei der Schaffung des georgischen Alphabets.

### Prototyp
Auch in Bezug auf den Prototyp der georgischen Schrift gibt es unter Wissenschaftlern unterschiedliche Positionen. Es gibt drei Ansichten, von denen eine das armenische Alphabet als Muster der georgischen Schrift betrachtet. Die zweite bezieht sich auf die alten semitischen Schriften (phönizisch, aramäisch) und die dritte auf die griechische.
Die Theorie des armenischen Prototyps basiert auf den historischen Aufzeichnungen armenischer Autoren über die Schaffung des georgischen Alphabets durch Mesrop Maschtoz. Dagegen spricht jedoch, dass sich die alphabetische Reihenfolge der armenischen und georgischen Buchstaben grundlegend voneinander unterscheidet und weder die numerischen Werte der Buchstaben noch ihre Namen übereinstimmen. Darüber hinaus sind die grafischen Grundlagen dieser beiden Alphabete unterschiedlich: Die für Georgisch charakteristische sogenannte strenge geometrische Grafik (siehe unten) ist dem armenischen fremd. Umgekehrt ist dem georgischen Alphabet das charakteristische Merkmal des armenischen fremd, dass die Buchstaben mit ähnlicher phonetischer Bedeutung ähnliche Formen haben. Aufgrund dieser Unterschiede wurde die Theorie der Entstehung des georgischen Alphabets aus dem Armenischen von einer großen Anzahl von Wissenschaftlern abgelehnt. Es ist auch nicht archäologisch belegt, dass die armenische Schrift der georgischen chronologisch voraus ist. Einige glauben andererseits, dass die Umrisse einiger armenischer Buchstaben auf georgischen Buchstaben beruhen könnten. Der Linguist Tamas Gamqrelidse glaubt, dass die Form des armenischen Buchstabens Կ für Laut [k] und der Name „Ini“ des Buchstabens Ի von der georgischen Asomtawruli-Schrift beeinflusst sein könnten.
Iwane Dschawachischwili betrachtete das georgische Alphabet als auf der phönizischen oder einer daraus abgeleiteten semitischen Schrift basierend. Er untersuchte den Ursprung des georgischen Alphabets durch grafische Vergleiche und legte entscheidenden Wert auf die Ähnlichkeiten der Umrisse der Buchstaben. Nach seiner Meinung seien die Formen und die Positionen einiger georgischen Buchstaben näher an den semitischen Schriften und entfernt von der griechischen Schrift. Der semitische – insbesondere aramäische – Ursprung des georgischen Alphabets wird auch von wenigen anderen Forschern geteilt, obwohl einige den Einfluss des griechischen Alphabets auf die Schaffung des georgischen nicht ausschließen. Einige Forscher haben die Verwandtschaft des georgischen Alphabets mit der armasischen Schrift, einer Variante der aramäischen, die in der Antike im Königreich Iberien verwendet wurde, vorgeschlagen. Äthiopische, Pahlavi- und Avestische Schriften werden von verschiedenen Autoren zu verschiedenen Zeiten auch als Prototyp des georgischen Alphabets angesehen. Keine dieser Theorien hat jedoch breite Anerkennung gefunden.
Nach der heute herrschenden Meinung basiert die georgische Schrift auf dem griechischen Muster. Diese Meinung wurde erstmals 1876 vom deutschen Paläographen Victor Gardthausen geäußert und später in der georgischen Paläographie zur großen Mehrheit anerkannt. Dabei ist die Verwandtschaft mit dem griechischen Alphabet jedoch darauf beschränkt, dass sie nur die alphabetische Reihenfolge bzw. allgemeine Vorstellung vom Alphabet teilen, denn die grafischen Formen der georgischen Buchstaben können teilweise als originale Erfindung gelten, die grundsätzlich nicht auf fremden Vorbildern basieren. Die folgenden Ähnlichkeiten zwischen georgischen und griechischen Schriften werden zugunsten des griechischen Ursprungs des georgischen Alphabets benannt:
1. Die Schreibrichtung ist in beiden Fällen von links nach rechts, im Gegensatz zu den semitischen Schriften, in denen der Text von rechts nach links geschrieben wird.
2. Wie im Griechischen gibt es auch im georgischen Alphabet Vokalbuchstaben, die den semitischen Schriften fremd sind.
3. Die Reihenfolge des georgischen Alphabets von An (ა) bis Kan (ქ) ist mit Ausnahme von Žan (ჟ) und Iota (ჲ) genau die gleiche wie beim griechischen Alphabet.
4. Die Zahlenwerte der georgischen Buchstaben stimmen auch genau mit den Zahlenwerten der entsprechenden griechischen Buchstaben überein.
5. Die Formen einiger Buchstaben ist der des entsprechenden griechischen Buchstabens sehr ähnlich; zum Beispiel die georgischen Buchstaben    und die griechischen , sowie georgisches  und griechisches .
6. Die Regel, den Laut [u] mit zwei Zeichen zu schreiben, muss ebenfalls aus dem griechischen abgeleitet werden: georgisches  und griechisches .
7. Das Vorhandensein der Buchstaben ჱ, ჳ und ჵ im georgischen Alphabet, die für die vollständige Darstellung der georgischen Phonetik nicht erforderlich waren, werden ebenfalls als griechischer Einfluss angesehen.
8. Es wird auch oft erwähnt, dass viele Begriffe, die sich auf das Schreiben beziehen, in der georgischen Sprache aus dem Griechischen entlehnt sind.

### Entstehungsdatum
Es besteht auch kein Konsens über das Entstehungsdatum des georgischen Alphabets. Ein Teil der Literatur schlägt ihre Entstehung in der vorchristlichen Zeit vor, während der andere die Einführung des georgischen Alphabets mit der Verbreitung des Christentums in Iberien verbindet.
Das georgische Alphabet wurde hauptsächlich von den Autoren des 19. und frühen 20. Jahrhunderts sowie später von wenigen Wissenschaftlern auf die Zeit vor der Geburt Christi datiert. Es wurden dabei völlig unterschiedliche Epochen oder Ereignisse zur Orientierung genannt; darunter die Zeit der griechischen Kolonien an der georgischen Schwarzmeerküste, nicht früher als 14. Jahrhundert vor Christus, im 7. oder 6. Jahrhundert vor Christus, 284 vor Christus, im Zeitalter des Heidentums. Gegen die Schaffung des Alphabets vor der Geburt Christi spricht, dass die ältesten Denkmäler des georgischen Alphabets, die heute entdeckt wurden, aus dem 4. und 5. Jahrhundert stammen. Es wurde versucht, einige der Assomtawruli-Inschriften auf die Zeit vor der Verbreitung des Christentums in Iberien zu datieren, was aber keine wissenschaftliche Anerkennung fand.
Die meisten Autoren nennen das Ende des 4. Jahrhunderts oder den Beginn des 5. Jahrhunderts als Erstellungsdatum des georgischen Alphabets. Es sollte das Ergebnis eines Prozesses der Christianisierung in Europa und im Nahen Osten sein, in dessen Rahmen auch die Schrift vieler anderer neu christianisierter Völker entwickelt wurden. Es gibt auch eine Ansicht, dass das georgische Alphabet im 1. bis 3. Jahrhundert, vor der Verkündigung des Christentums als offizielle Religion in Iberien von georgischen Christen geschaffen worden sein sollte.

Der altgeorgische Buchstabe Dschan ჯ, der manchmal als ein durch Kreuzung der Initialen von Jesus Christus, Ini (ი) und Kan (ქ) entwickeltes Monogramm Christi angesehen wird. Die Buchstaben in der auf dem Bild dargestellten Reihenfolge (ი, ქ, ჯ) sind leicht stilisiert, um ihre grafische Verbindung besser darzustellen.

Für die Einführung des georgischen Alphabets durch die Anhänger des Christentums spricht die christliche Symbolik im Alphabet selbst. Zum Beispiel entspricht der ursprüngliche Umriss des Buchstaben Kan  (ქ) genau der Form des christlichen Kreuzes. Da auch das Wort Christus, auf Georgisch Kriste (ქრისტე), mit diesem Buchstaben beginnt, wird er oft als akrophonisches Zeichen Christi angesehen. Manchmal wird auch der erste Buchstabe Dschan  (ჯ) des georgischen Wortes dschwari (ჯვარი, dt.: Kreuz), der als Ergebnis der diagonalen Kreuzung der Initialen von Jesus Christus, Ini (ი) und Kan (ქ), entwickelt worden sein muss, als Monogramm Christi angesehen. Darüber hinaus wurde der Buchstabe ჵ, der im Georgischen phonetisch überflüssig ist, nach Ansicht vieler Wissenschaftler unter dem Einfluss des griechischen Omega nur darum in das georgische Alphabet eingeführt, um den berühmten Satz der Offenbarung des Johannes – „das Alpha und das Omega, der Erste und der Letzte, der Anfang und das Ende“ – ins Georgische eleganter zu übersetzen: In der georgischen Übersetzung wird anstelle des griechischen der entsprechende georgische Buchstabe genannt.

### Schöpfer
Es ist auch umstritten, wer das georgische Alphabet geschaffen hat. Georgische historische Quellen, die König Parnawas I. als Schöpfer nennen, sowie die armenische Quellen, in denen Mesrop Maschtoz als Schöpfer gilt, finden weniger wissenschaftliche Anerkennung (siehe oben). Bessik Churzilawa zufolge ist der Schöpfer des georgischen Alphabets nicht eine Person, sondern zwei gleichzeitig, nämlich König Bakur III. von Iberien am Ende des 4. Jahrhunderts und sein Freund Gri Ormisdi. Beide werden zusammen in einer der georgischen Inschriften Palästinas erwähnt, die heute als eines der ältesten Denkmäler des georgischen Alphabets gilt.
In Anbetracht der Struktur, Grafik und anderer Merkmale des georgischen Alphabets identifizieren die Forscher folgende Merkmale, die wahrscheinlich den Schöpfer des georgischen Alphabets charakterisierten:
1. Er sollte die griechische Sprache und Grammatik gut kennen, da die Grundlagen der griechischen Grammatik bei der Anordnung der Buchstaben im zweiten Teil des Alphabets berücksichtigt werden.
2. Er musste über eine linguistische Intuition sowie über perfekte Kenntnisse der georgischen Sprache verfügen, da er die für die georgische Sprache charakteristischen Laute genau erkannte.
3. Die sogenannte „geometrische Grafik“ des georgischen Alphabets zeige, dass dessen Autor mathematische Kenntnisse hatte bzw. mit den Grundlagen der Geometrie vertraut war.
4. Er muss ein Christ gewesen sein, wie die christlichen Zeichen im Alphabet zeigen.

## Schrifttypen

Die Entwicklung der ersten vier georgischen Buchstaben, die den Zusammenhang zwischen allen drei Arten zeigt.

Seit dem 5. Jahrhundert hat die georgische Schrift bedeutende Veränderungen durchlebt. Man unterscheidet drei Entwicklungsstufen der georgischen Schrift: Assomtawruli (Mrglowani), Nuschuri und Mchedruli. In der Populärliteratur wird manchmal von drei georgischen Schriften gesprochen, aus paläographischer Sicht handelt es sich jedoch um verschiedene Arten derselben Schrift. Als alternative Einteilung unterscheidet ein kleiner Teil der paläographischen Literatur nur zwei der historischen Formen des georgischen Alphabets, Chuzuri und Mchedruli, während Assomtawruli und Nuschuri als Groß- und Kleinbuchstaben als Unterarten von Chuzuri angesehen werden. Für typografische Zwecke, also bei der Codierung bzw. Anordnung von Buchstaben auf der Tastatur, ist auch die letztere Einteilung üblich.
Die Unterteilung hat keine chronologisch scharfen Grenzen. Es handelt sich vielmehr um mehr oder weniger funktionell getrennte Schrifttypen, die in verschiedenen Epochen mit unterschiedlichen Funktionen parallel verwendet wurden. In verschiedenen Epochen war jedoch eine davon dominant. Assomtawruli verschwand nicht, als das Nuschuri entstand. Auch das Nuschuri wurde im 11. Jahrhundert nicht vergessen, als sich die Mchedruli-Schrift daraus entwickelte. Diese Schriften wurden besonders intensiv bis ins 18. Jahrhundert parallel benutzt. Das Assomtawruli (Mrglowani oder Mtawruli) verwendete man für Inschriften (auf Steinen) und Buchtitel oder man schrieb mit Assomtawruli die Majuskeln in den Büchern, die mit Nuschuri geschrieben wurden. Das Nuschuri und Assomtawruli werden mit diesen Funktionen auch heute zum größten Teil für die kirchliche Literatur verwendet. Als die weltliche georgische Literatur im 11. Jahrhundert zur neuen Mchedruli-Schrift wechselte, entstanden zwei Ausdrücke: Chuzuri und Mchedruli. Mit Chuzuri (Priesterschrift, weil in der Kirche verwendet) meinte man die in kirchlicher Praxis gebrauchten Assomtawruli/Mrglowani- und Nuschuri/Kutchowani-Schriften, und mit Mchedruli die neuen Buchstaben, die für die weltliche Nutzung bestimmt waren. Heute ist das Mchedruli in allen Bereichen dominierend, einschließlich eines Teils der kirchlichen Literatur für Laien.
Auf den ersten Blick unterscheiden sich alle drei Arten stark voneinander, insbesondere das Mchedruli von den beiden anderen. Die Beobachtung georgischer Manuskripte und Inschriften zeigt jedoch die Linie der kontinuierlichen Entwicklung der Buchstaben. Es werden viele Manuskripte und Inschriften in Übergangshandschrift gefunden.

### Assomtawruli

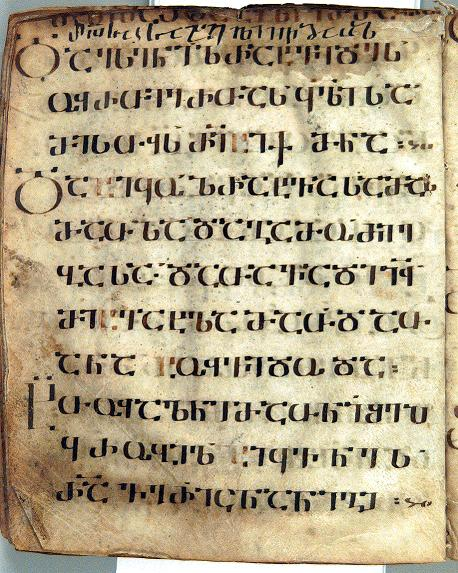
Assomtawruli aus dem 7. Jahrhundert. Chanmeti-Lektionar, aufbewahrt in der Universitätsbibliothek Graz

Assomtawruli ist die älteste Form der georgischen Schrift. Das Wort „Assomtawruli“ selbst (Großbuchstaben-Schrift, georgisch ასომთავრული [asɔmt̪ʰavɾʊlɪ] von: ასო [asɔ] (Buchstabe) und მთავრული [mt̪ʰavɾʊlɪ] (Haupt, Kapital)) ist jünger und wurde seit dem 16. Jahrhundert verwendet. In früheren Schriften war es als „Mrglowani“ (georgisch მრგლოვანი) bekannt, was etwa Rundschrift bedeutet und mit abgerundeten Formen von Buchstaben verbunden ist. Assomtawruli war die einzige Schrift bis ins 9. Jahrhundert.

#### Verwendung von Assomtawruli
Die ältesten Denkmäler der georgischen Schrift ab dem 5. Jahrhundert sind in Assomtawruli-Schrift geschrieben. Inschriften aus Palästina (Bethlehem, ca. 430 n. Chr.) und Bolnissi (Georgien, ca. 480 n. Chr.) aus dem 5. Jahrhundert gelten als die ältesten unter den Funden. Die Inschriften von Mzcheta, Ukangori, Zqissi, Urbnissi aus dem 6. bis 9. Jahrhundert sind ebenfalls ausschließlich in Assomtawruli ausgeführt. Gleiches gilt für georgische Manuskripte, die in dieser Zeit kopiert wurden, darunter alte georgische Palimpseste, sogenannte Chanmeti und Haemeti Schriften auf Altgeorgisch, der Mravaltavi von Sinai, das Evangeliar von Adischi und andere.
Manuskripte, die vollständig mit dem Assomtawruli-Alphabet kopiert wurden, sind aus dem 9. bis 11. Jahrhundert nur vereinzelt und nach dem 11. Jahrhundert überhaupt nicht mehr zu finden. Nach dem 9. Jahrhundert, als Nuschuri allmählich Fuß fasste und dominierte, verringerte sich die Rolle der Asomtawruli-Schrift, obwohl sie immer noch eine gewisse Bedeutung behält. Insbesondere die georgischen epigraphischen Denkmäler aus 10. bis 18. Jahrhundert bestehen meist noch aus Assomtawruli. Späteres Assomtawruli zeichnet sich durch unterschiedliche grafische Merkmale aus und erhält häufig eine dekorative Funktion. In den georgischen Manuskripten der Zeit nach dem 9. Jahrhundert, deren Haupttext in Nuschuri geschrieben ist, werden die Großbuchstaben und Titel in Assomtawruli ausgeführt. Assomtawruli wird immer noch von der georgisch-orthodoxen Kirche mit diesen eingeschränkten Funktionen verwendet.

#### Grafik von Assomtawruli
Im frühen Asomtawruli sind die Buchstaben gleich hoch und in einem Zweiliniensystem angeordnet. Die Schreibrichtung ist von links nach rechts. Keine der Inschriften oder Manuskripte bestätigt eine andere Schreibrichtung, manche Forscher glauben jedoch, dass das georgische Alphabet wie das Griechische ursprünglich eine Regel des Bustrophedons hatte, was eine Änderung der Schreibrichtung in den Zeilen bedeutet. In einigen sehr frühen Inschriften des 5. oder 6. Jahrhunderts wird der Text ohne Wortabstand ausgeführt, obwohl Scriptio continua im Allgemeinen nicht typisch für mittelalterliche georgische Manuskripte ist.
Assomtawruli-Buchstaben werden nach dem sogenannten strengen geometrischen grafischen System gebaut: Alle Buchstaben bestehen aus geometrischen Elementen – geraden Linien unterschiedlicher Länge, Kreisen unterschiedlicher Radien und Halbkreise. Diese grafischen Elemente sind dabei in allen Fällen rechtwinklig miteinander verbunden. Solche streng bestimmten grafischen Elemente und die Regelmäßigkeit ihrer immer rechten Winkel sind allen anderen Schriften unbekannt, einschließlich der griechischen, die wahrscheinlich die Grundlage des georgischen Assomtawruli bildete. Die meisten Wissenschaftler schließen aus einer so strengen geometrischen Regelmäßigkeit, dass die Umrisse georgischer Buchstaben mit seltenen Ausnahmen künstlich erfunden und nicht durch die Weiterentwicklung von Buchstaben einer fremden Schrift erhalten werden.
Die Regel, grafische Elemente mit rechten Winkeln zu verbinden, wird durch den einzigen Buchstaben von Assomtawruli –  Dschani – verletzt, dessen diagonal gekreuzte gerade Linien durch spitze Winkel verbunden sind. Wissenschaftler suchen nach unterschiedlichen Erklärungen für diese Ausnahme. Nach einer Ansicht ist dieser Buchstabe ein Monogramm, das aus den gekreuzten Initialen Christi besteht (siehe oben). Nach anderer Ansicht ist die Dschani-Kreuzform der Übermittler des Endes des Alphabets und hat dieselbe Funktion wie das phönizische Taw (𐤕), das griechische Chi (Χ) und das lateinische X mit ähnlichen Umrissen.
Ab dem 7. Jahrhundert beginnen in Assomtawruli bestimmte grafische Änderungen. Insbesondere wird ein Kreis, der in sieben Buchstaben (Ⴁ, Ⴏ, Ⴣ, Ⴗ, Ⴘ, Ⴜ, Ⴝ) zuvor verbunden war, vereinfacht und durch einen von einer Seite geöffneten Bogen ersetzt. Dies wird als Kreisöffnung (georgisch წრეგახსნილობა) bzw. Kopföffnung (georgisch თავგახსნილობა) bezeichnet und gilt als eines der wichtigsten paläografischen Entwicklungen, die als Orientierungspunkt für die Datierung von Inschriften dient. Gleiche Buchstabenhöhen werden ebenfalls verändert: Die Längsachse einiger Buchstaben (Ⴁ, Ⴂ, Ⴏ, Ⴔ, Ⴕ, Ⴗ, Ⴜ) ist verlängert und kann nicht mehr in einem Zweiliniensystem platziert werden.

#### Dekorative Arten von Assomtawruli

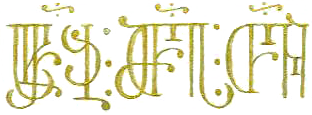
Titel des Evangeliums nach Matthäus in dekorativer Tchsuli-Schrift

Bis zum 10. Jahrhundert wurden die ersten Buchstaben eines Kapitels oder Abschnitts in Manuskripten groß geschrieben und oft in verschiedenen Farben akzentuiert. Später, ab dem 10. Jahrhundert, erscheinen gemalte Anfangsbuchstaben, wodurch sie neben Ornamenten und Miniaturen einen wichtigen Platz in der georgischen Buchmalerei einnahmen. Oft bestimmen die Anfangsbuchstaben zusammen mit der Kalligrafie den Stil der Epoche und werden daher als paläografische Merkmale angesehen. In relativ späten, byzantinisch beeinflussten Manuskripten wird die Großbuchstabenmalerei mit Bildern von Tieren angereichert.
Dekorative Assomtawruli-Buchstaben finden sich nicht nur in Büchern, sondern auch in auf Metall geprägten Inschriften, in Stein- und Freskeninschriften. Ab dem 11. Jahrhundert erscheinen die dekorativen Schriftarten von Assomtawruli: Kidurqwawilowani, Kidurzaisruli und Kidurzertilowani. Die ersten beiden sind hauptsächlich durch Denkmäler des 11. bis 13. Jahrhunderts dokumentiert, während die letztere bis zum 18. Jahrhundert bestehen bleibt.
Ebenfalls eine dekorative Funktion hatte die sogenannte Tchsuli-Schrift (georgisch თხზული). Merkmal dieser Schriftart ist die Verflechtung der Buchstaben; auch die Bezeichnungen der Schrift kann aus dem Georgischen als „verflochten“ übersetzt werden. Die Buchstaben nebeneinander sind miteinander verflochten bzw. der nächste und kleinere Buchstabe wird in den „Bauch“ des vorderen Buchstabens geschrieben. Tchsuli wurde meistens für die Titel in Manuskriptbüchern verwendet, es gibt auch mehrere Steininschriften, die vollständig mit Tchsuli geschrieben sind. Es war auch in der Stickerei weit verbreitet.
Alle dekorativen Arten des Assomtawruli-Alphabets sind auch in der modernen georgischen Kalligraphie beliebt.

### Nuschuri

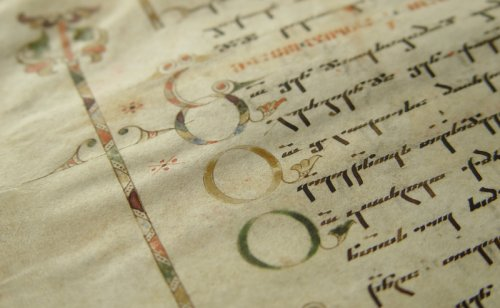
Nuschuri-Handschrift aus dem 10. Jahrhundert mit Initialen aus Assomtawruli-Lettern am Satzbeginn. Iadgari von Mikael Modrekili, aufbewahrt im Georgischen Nationalen Handschriftenzentrum

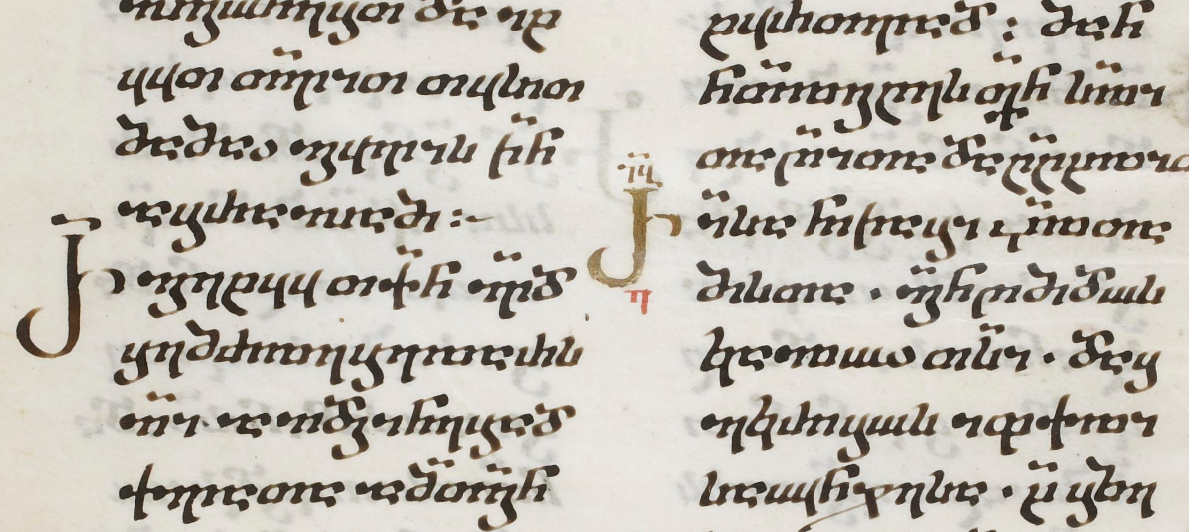
Nuschuri-Handschrift aus dem 13. Jahrhundert. Evangeliar von Jerusalem, aufbewahrt in Bibliothèque nationale de France

Die Nuschuri-Schrift (georgisch ნუსხური, [nʊsxʊɾɪ], selten auch deutsch Nußchuri umschrieben) ist die zweite Entwicklungsstufe des georgischen Alphabets, das unmittelbar als Ergebnis der grafischen Umformung von Assomtawruli entstanden ist. Das Wort „Nuschuri“ leitet sich vom „Nuscha“ (georgisch ნუსხა) ab, was laut Sulchan-Saba Orbeliani schnell geschriebenes bedeutet. Das Wort „Nuschuri“, als ein Begriff, der sich auf eine der Typen des Alphabets bezieht, erscheint nicht in alten Handschriften, sondern in einer späteren Zeit. Die Nuschuri-Schrift wird oft als „Nuscha-Chuzuri“ bezeichnet, was betont, dass Nuschuri eine Unterart von Chuzuri – einer Schriftenkombination aus Assomtawruli und Nuschuri – ist.

#### Verwendung von Nuschuri
Die ersten Belege der Nuschuri-Schrift stammen aus dem 9. Jahrhundert. Eine Inschrift der Pilger in Sioni-Kirche von Ateni aus dem Jahr 835 gilt als die älteste, die nicht mehr zur Übergangsphase von Assomtawruli nach Nuschuri zugeordnet werden kann. Als eine Buchschrift findet sich die Nuschuri-Schrift erstmals in einem Manuskript, Mravaltavi von Sinai, aus dem Jahr 864. Dabei ist nur die Hälfte der letzten Seite des Buches in Nuschuri kopiert, während der größte Teil des Buches in Assomtawruli-Schrift geschrieben ist. Die Zahl der in Nuschuri geschriebenen Manuskripte hat seit dem 10. Jahrhundert zugenommen. Es gibt Manuskripte, in denen ein Teil des Textes in Nuschuri und der andere in Assomtawruli geschrieben ist.
In den folgenden Jahrhunderten dominierte Nuschuri, wodurch der Anwendungsbereich von Assomtawruli relativ eng wurde. Im 12. Jahrhundert scheint die Assomtawruli-Schrift bereits den Schriftkundigen entfremdet und schwer zu lesen zu sein. Dies wird durch das Kolophon des Evangeliars von Tbeti bestätigt, in dem Pawle Mtbewari erklärt, dass er aufgrund der Komplexität der Assomtawruli-Schrift das Evangelium in Nuschuri umgeschrieben hat, das leichter zu lesen war.
In Büchern, die mit Nuschuri geschrieben wurden, stehen Titel und Anfangsbuchstaben immer in Assomtawruli. Alte historische oder rechtliche Dokumente wurden im Mittelalter und Neuzeit meistens in Nuschuri geschrieben, wenn der Herausgeber dieses Dokuments ein Geistlicher ist, während weltliche Personen die Mchedruli-Schrift für diese Funktion verwendeten. Kirchliche Manuskripte wie die Bibel, Evangelium, die Psalmen und andere wurden normalerweise in Nuschuri geschrieben, während die Mchedruli-Manuskripte in diesem Bereich seltener waren. Aufgrund dieser Tatsache werden Nuschuri und Assomtawruli oft als zwei Arten derselben Chuzuri-Schrift (georgisch ხუცური, priesterlich) angesehen und stehen im Gegensatz zu Mchedruli als weltliche Schrift. Die Georgische Orthodoxe Kirche verwendet immer noch die Nuschuri-Schrift für liturgische Bücher.

#### Grafik von Nuschuri
Im Gegensatz zu Assomtawruli-Buchstaben gleicher Höhe sind die Buchstaben in Nuschuri unterschiedlich hoch und in einem Vierliniensystem verteilt. Insbesondere wurden neun Buchstaben (ⴀ, ⴇ, ⴈ, ⴊ, ⴢ, ⴍ, ⴎ, ⴖ, ⴠ) zwischen den beiden mittleren Linien platziert. Sechzehn Buchstaben (ⴁ, ⴂ, ⴄ, ⴅ, ⴏ, ⴒ, ⴓ, ⴔ, ⴗ, ⴘ, ⴚ, ⴜ, ⴝ, ⴞ, ⴤ, ⴟ), deren Achsen verlängert wurden, wurden zwischen dem zweiten und vierten Linien verteilt. Sieben Buchstaben (ⴃ, ⴆ, ⴋ, ⴌ, ⴐ, ⴑ, ⴛ) werden zwischen der ersten und dritten Linie geschrieben. Die Ober- und Unterlängen gleichzeitig haben nur fünf Buchstaben (ⴡ, ⴉ, ⴣ, ⴕ, ⴙ), die das Vierliniensystem vollständig ausfüllen.
Eines der charakteristischen Merkmale von Nuschuri ist die Schrägschreibung der Buchstaben nach rechts. Es gibt jedoch weniger bzw. nicht geschrägte kalligraphische Arten. Im Allgemeinen ist der Körper jedes Buchstabens schräg, aber die Schrägung der Ober- oder Unterlängen ist stärker. Außerdem sind die Nuschuri-Buchstaben eckig. Die Buchstaben sind oft durch Verbindungslinien miteinander verbunden (Ligatur). Der Umriss der Buchstaben zeigt eine Tendenz zur Vereinfachung. Während die Assomtawruli-Buchstaben mit ein paar Handbewegungen vervollständigt werden, ist in den Nuschuri-Buchstaben die Tendenz, eine einheitliche Kontur der Buchstaben zu erzeugen, zu spüren. Einer der Gründe für die Entwicklung von Nuschuri aus Assomtawruli ist die Notwendigkeit eines schnellen Schreibens, was auch die Vereinfachung der Konturen impliziert. Infolge dieser Tendenz erscheint für den Laut [u], für den es in Assomtawruli kein separates Symbol gab, ein neues Zeichen, zuerst jedoch als Ligatur und erst später als ein separates, unabhängiges Graphem.

### Mchedruli

Mchedruli-Autograph des georgischen Königs Dawit des Erbauers, 12. Jh.

Mchedruli-Handschrift aus dem 17. Jahrhundert, Kartlis Zchowreba

Die Mchedruli-Schrift gilt als letzte Entwicklungsstufe des georgischen Alphabets. Es bildete sich durch Abrundung und Vereinfachung der Nuschuri-Buchstaben und ist seit dem 10. Jahrhundert belegt. Das Wort „Mchedruli“ (georgisch მხედრული, [mxɛd̪ɾʊlɪ], ritterlich) ist jünger und wurde erstmals im 14. Jahrhundert bestätigt. Es wird in den Denkmälern dieser Zeit mit der entgegengesetzten Bedeutung von „Chuzuri“ als weltliche Schrift verwendet.

#### Verwendung von Mchedruli
Die ältesten Beispiele der Verwendung von Mchedruli-Schrift stammen aus dem 10. Jahrhundert. Die erste bisher bekannte Inschrift, die zwar Nuschuri ähnelt, aber schon durch Merkmale der Mchedruli-Schrift gekennzeichnet ist, ist eine der Graffiti-Inschriften aus den Jahren 982–986 in der Sioni-Kirche von Ateni. Als eine Kanzleischrift wurde das Mchedruli-Alphabet erstmals in zwei Urkunden überliefert, die im 11. Jahrhundert vom georgischen König Bagrat IV. herausgegeben wurden. Von dieser Zeit an wurde Mchedruli zu einer überwiegenden Kanzleischrift, mit dem die große Mehrheit der Dokumente des königlichen Hofes verfasst wurde. In den folgenden Jahrhunderten wurden auch die Unterschriften aller Könige und anderer Adliger im Mchedruli-Alphabet ausgeführt. Darüber hinaus scheint das Mchedruli-Alphabet schon im Hochmittelalter ein Teil des Alltags gewesen zu sein, da ein Großteil der Glossen in Manuskriptbüchern, sowie Graffiti auch in dieser Schrift verfasst sind.
Ab dem 14. Jahrhundert wurde das Mchedruli-Alphabet dominierend und drängte allmählich die Verwendung von Nuschuri zurück. Ab dieser Zeit änderte sich Mchedruli von einer kursiven Kanzleischrift zu einer Buchschrift. Die ab dem 11. Jahrhundert allmählich an Bedeutung gewinnende georgische weltliche Literatur wird vollständig im Mchedruli verfasst. Manchmal wurde auch die kirchliche Literatur im Mchedruli-Alphabet geschrieben, weil es auch für Geistliche bequemer war und sie Nuschuri nicht gut lesen konnten. Dieses allgemeine Bild hat sich auch heute nicht geändert: Mchedruli hat heute kein bestimmtes Feld oder bestimmte Funktion, es ist vielmehr eine allgemeine und allgegenwärtige Schrift für alle südkaukasischen Sprachen. Nuschuri und Assomtawruli hingegen werden heute nur noch in der christlichen Kunst und für liturgische Zwecke verwendet.

#### Entwicklung der Buchstaben
Mchedruli ist die Form des georgischen Alphabets, das ihrerseits die schwierigste innere Entwicklung durchlaufen hat. Das frühe Mchedruli, das auf den Denkmälern des 10. und 11. Jahrhunderts dargestellt ist, zeichnet sich durch die Abrundung der eckigen Formen des Nuschuri-Alphabets und eine Einhandkontur in fast jedem Buchstaben aus. Die Anordnung der Buchstaben im Vierliniensystem ähnelt der von Nuschuri, die Formen der Buchstaben bleiben fast immer erhalten, wobei der Hauptunterschied in den abgerundeten Umrissen besteht. In solchen frühen Exemplaren hat derselbe Buchstabe jedoch einige verschiedene Umrisse, je nachdem, ob er allein steht oder mit einem anderen Buchstaben verbunden ist. Alleinstehende Buchstaben behalten normalerweise mehr von der alten, Nuschuri-ähnlichen Kontur und Position bei. Aus diesem Grund betrachten Alexander von Zagareli und Iwane Dschawachischwili diese Phase der Entwicklung der georgischen Schrift nicht als Mchedruli und nennen sie eine Übergangsphase, ein „rundes Nuscha-Chuzuri“. Ihrer Ansicht nach erscheint das Mchedruli erst im 14. Jahrhundert. Diese Ansicht wird in der modernen georgischen Paläographie nicht geteilt, und es wird angenommen, dass diese in dem 9. bis 14. Jahrhundert übliche Form des Schreibens bereits als Mchedruli angesehen werden kann. Dennoch ist diese Übergangsphase zwischen Nuschuri und Mchedruli nur mit der Kenntnis des heute verwendeten Mchedruli-Alphabets nicht mehr lesbar.
Beispiel der Übergangsstufe des Mchedrulis, Fragment aus der Urkunde von Bagrat IV., 11. Jahrhundert

Manuskript aus dem 17. Jh., „Der Recke im Tigerfell“, mit der Mchedruli-Kalligraphie und für diese Zeit charakteristischen Buchstabenverbindungen

In der folgenden Zeit durchlief die Grafik des Mchedrulis einen schwierigen Entwicklungsweg, wodurch es die Hauptunterscheidungsmerkmale erhielt und die Umrisse der Buchstaben wurden scharf von Nuschuri getrennt. Seit dem 15. Jahrhundert ist die grafische Verbindung zwischen diesen beiden Schriften ohne besondere Kenntnisse nicht mehr erkennbar. Die Positionen einiger Buchstaben im Vierliniensystem haben sich ebenfalls geändert. Zum Beispiel ging der Buchstabe Ban (ბ) nach oben und wurde zwischen die erste und dritte Linie gesetzt, während der Buchstabe Don (დ) dagegen nach unten verschoben und zwischen die dritte und vierte Linie gesetzt wurde. Die drei Bögen des Buchstabens Win (ვ) wurden vereint, das obere Ende des Buchstabens Kan (კ) wurde allmählich verkürzt, der erste Bogen des Buchstabens Las (ლ) erstreckte sich nach unten, der Buchstabe On (ო) wurde um 180° gedreht und so weiter.
Einer der Hauptgründe für die Evolution des Mchedruli-Alphabets ist die Tendenz, schneller und leichter zu schreiben. Während dieses Prozesses ist das Mchedruli durch zahlreiche Buchstabenverbindungen und -Verschmelzungen gekennzeichnet. Ab dem 14. Jahrhundert begann die kalligrafische Standardisierung dieser Verbindungen und es entstand ein komplexes Ligatursystem. Bis zum 19. Jahrhundert war das Schreiben ohne diese Buchstabenverbindungen nicht üblich. Die meisten Ligaturen spiegeln sich auch in den beim Druck eingesetzten ersten georgischen Schriftarten aus dem 17. Jahrhundert wider. Bereits im 18. Jahrhundert druckte jedoch die Druckerei in Tiflis Texte ohne Ligaturen. Vom 19. Jahrhundert bis zur Gegenwart werden historische Ligaturen im Alltag nicht mehr aktiv eingesetzt. Diese Buchstabenverbindungen sind jedoch heute noch weitgehend lesbar und werden immer noch zum Beispiel in stilisierten Inschriften oder in der Kunst der Kalligraphie verwendet.
Neben den für die alltägliche Handschrift mit charakteristischen standardisierten Buchstabenverbindungen gab es auch eine sehr künstlerische Ausrichtung in der Mchedruli-Kalligraphie aus den 15.–18. Jahrhunderten, das Tchsuli, dessen Hauptmerkmal die kompliziert verbundenen und miteinander verflochtenen Formen der Buchstaben sind. Dieser Schriftstil war nie leicht lesbar und wurde hauptsächlich für Titel oder Unterschriften verwendet.

#### Aktuelles Mchedruli
Die Geschichte des modernen georgischen Alphabets begann im 19. Jahrhundert, als Ilia Tschawtschawadse 1861 seinen publizistischen Brief veröffentlichte, in dem er erstmals die fünf veralteten Buchstaben ჱ, ჲ, ჳ, ჴ und ჵ nicht mehr verwendete. Ilia Tschawtschawadse selbst erklärte diesen Schritt damit, dass diese Buchstaben für die Phonetik der modernen georgischen Sprache völlig überflüssig seien. Ein solcher Ansatz wurde bald von Befürwortern der traditionellen Rechtschreibung kritisiert. Vor dem Hintergrund dieser Kritik veröffentlichte Iakob Gogebaschwili 1876 Deda Ena (georgisch დედა ენა, Muttersprache) – ein Lehrbuch der georgischen Sprache für Grundschulklassen – das den Schulkindern das georgische Mchedruli-Alphabet ohne die fünf veralteten Buchstaben vorstellte. Im Jahr 1879 gründeten Ilia Tschawtschawadse, Iakob Gogebaschwili, Dimitri Qipiani und Mariam Dschambakur-Orbeliani eine Gesellschaft zur Verbreitung der Alphabetisierung unter Georgiern, die Gogebaschwilis Deda Ena als Hauptlehrbuch betrachtete. Dieselbe Gesellschaft entwickelte einen Schriftstil mit vereinfachten und standardisierten Formen des georgischen Mchedruli-Alphabets, den Erstklässler lernen sollten. Infolge der erfolgreichen Aktivitäten der Gesellschaft verbreiteten sich in Georgien neue Rechtschreibung und dieser Schriftstil und werden mit einer leichten Modernisierung immer noch in der Grundschulbildung verwendet.
Die folgende Tabelle zeigt die Strichreihenfolge und -richtung jedes Mchedruli-Buchstabens ungefähr so, wie sie in der ersten Klasse heute unterrichtet werden:
In vielen Buchstaben gibt es jedoch individuelle und stilistische Unterschiede. Zum Beispiel können der obere Kreis von ზ (Sen) und der obere Strich von რ (Rae) in die andere Richtung gehen als in der Tabelle gezeigt. Auch die anderen Buchstaben haben gelegentlich folgende handgeschriebene Varianten:

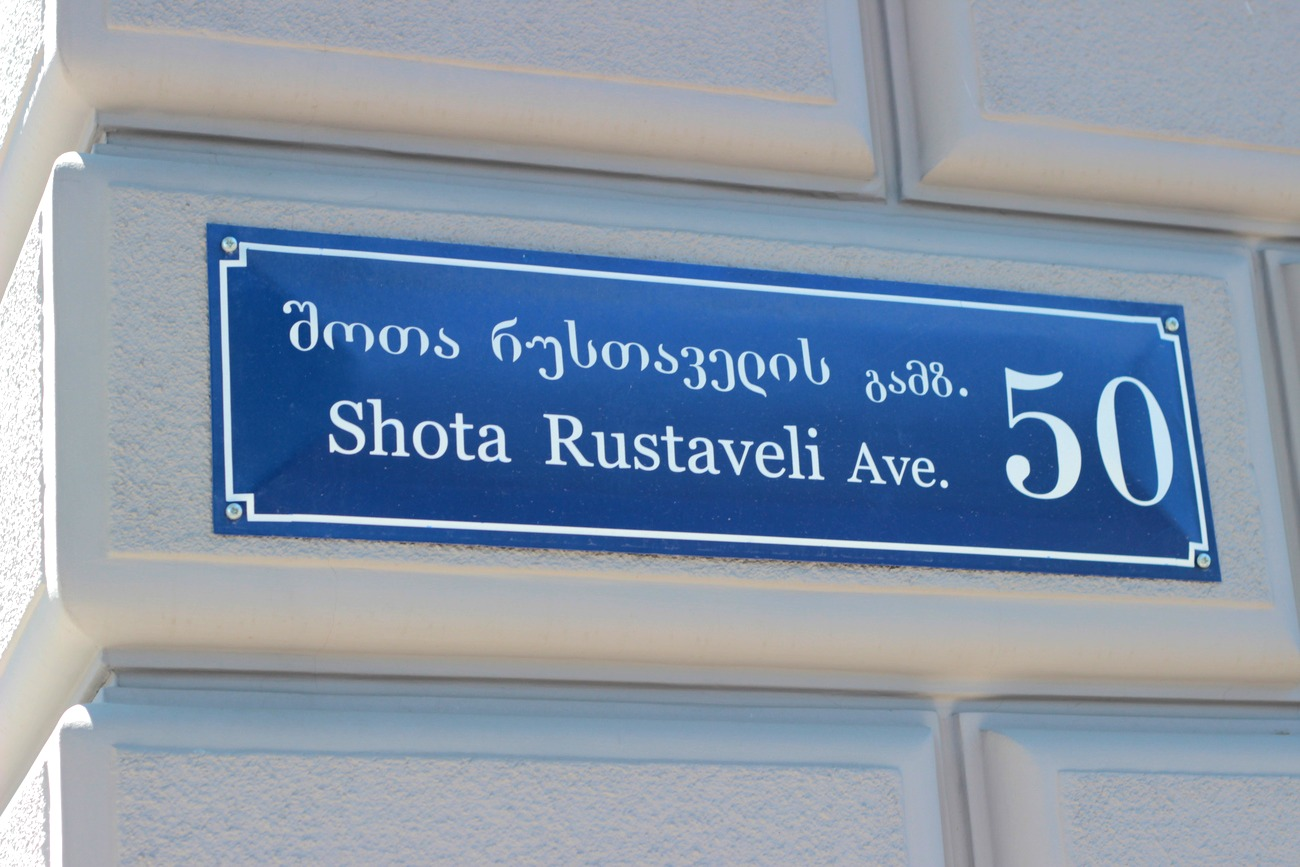
Stilistische Varianten der Buchstaben რ und ლ auf einem Straßennamenschild für die Rustawelis Gamsiri, wobei die Schreibweise des Namens Rustaweli რუსთაველის dem ɦუსთავეჺის ähnelt.

- გ (Gan) kann wie ვ (Win) mit einer geschlossenen Schleife am unteren Rand geschrieben werden.
- დ (Don) wird häufig mit einem einfachen Kreis oben geschrieben, .
- კ, ც und ძ (Kan, Zan, Dsil) werden im Allgemeinen mit geraden, vertikalen Linien oben geschrieben, so dass beispielsweise ც (tsani) einem U mit einem Grübchen auf der rechten Seite ähnelt.
- ლ (las) wird häufig mit einem einzigen Bogen geschrieben, .
- In seltenen Fällen wird ო (On) als rechter Winkel geschrieben, .
- რ (rae) wird häufig mit einem Bogen geschrieben, , wie ein lateinisches h.
- ტ (Tar) hat oft einen kleinen Kreis mit einem Schwanz, anstatt zwei kleine Kreise wie im Druck oder wird als O mit einer geraden vertikalen Linie, die die Oberseite schneidet, geschrieben. Es kann auch etwas im Uhrzeigersinn gedreht werden, wobei die kleinen Kreise weiter rechts und nicht so oben liegen.
- წ (Zil) wird in der Regel mit einem Kreis unten geschrieben, . Eine andere Variante verfügt über eine dreieckige Unterlänge.
- ჭ (Tschar) kann ohne den Haken oben und oft mit einer vollständig geraden vertikalen Linie geschrieben werden.
- ჱ (he) kann ohne die Schleife geschrieben werden, wie eine Verschmelzung von ს und ჰ.
- ჯ (jani) wird manchmal so geschrieben, dass es wie eine Version des lateinischen X mit Haken aussieht.

Das aktuelle Mchedruli-Alphabet besteht aus 33 Buchstaben, von denen jeder nur einem Phonem entspricht. Auch umgekehrt hat jedes für die georgische Sprache charakteristische Phonem einen passenden Buchstaben im Alphabet. In diesem Sinne vermittelt das moderne georgische Alphabet die Sprache phonetisch sehr genau, was sowohl die Rechtschreibung als auch das Lesen vereinfacht.

#### Großbuchstaben: Mtawruli

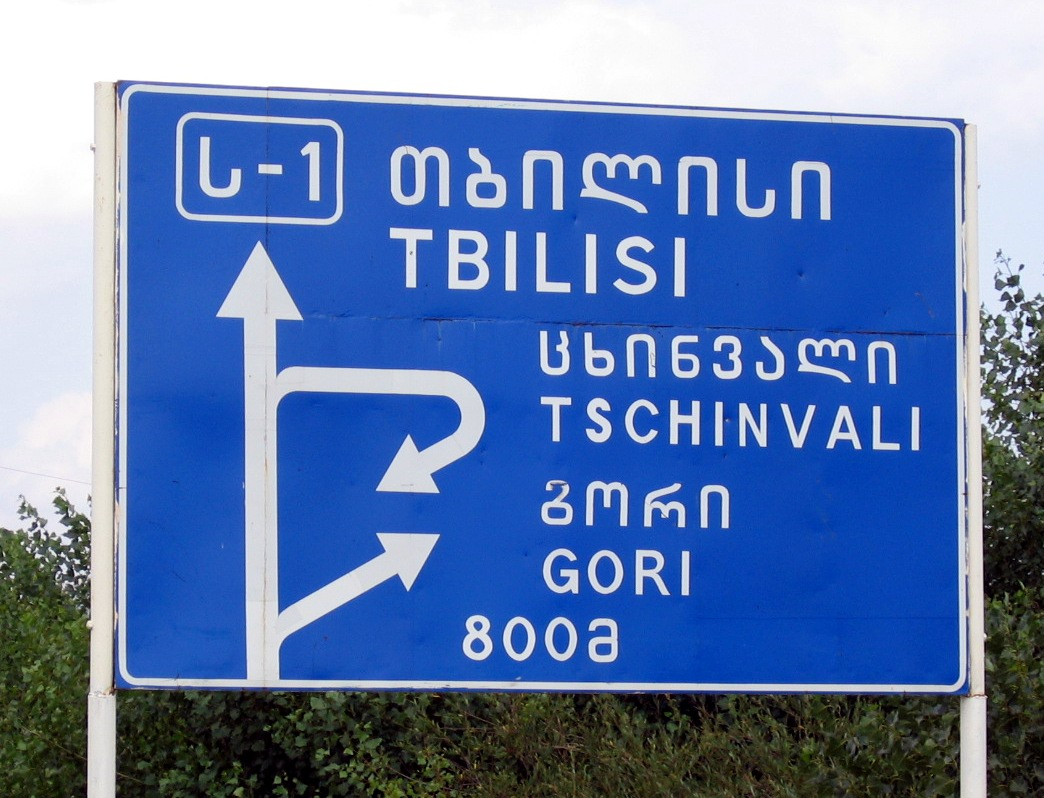
Verwendung von Mtawruli als Versalschrift auf dem Verkehrsschild

Die Mchedruli-Schrift hatte historisch gesehen keine Großbuchstaben in dem Sinne, wie sie in europäischen Alphabeten vorkommen. In den mit Mchedruli geschriebenen Texten wurden in der Neuzeit manchmal die Assomtawruli-Buchstaben am Anfang von Sätzen oder Eigennamen geschrieben. Eine solche Rechtschreibung konnte jedoch im Allgemeinen nicht etabliert werden. Der Grund für diese erfolglosen Versuche war einerseits die grafische Unvereinbarkeit der Mchedruli- und Assomtawruli-Buchstaben, andererseits die Entfremdung des alten Assomtawrulis für den Leser bzw. Schreiber.
Die ersten Informationen über Mchedruli-Großbuchstaben selbst erscheinen erst im 18. Jahrhundert, insbesondere nach Angaben des berühmten Kalligraphen Nikolos Tbileli schuf er die bisher nicht existierenden Mchedruli-Großbuchstaben. Die Illustrationen, die er gibt, weisen jedoch eher darauf hin, dass hier nicht die Großbuchstaben in seinem üblichen Sinne gemeint sind, sondern eine eigenartige Titelkalligraphie, die auf historischer Tchsuli-Schrift basiert.
Bedeutende Versuche, Großbuchstaben in die georgische Rechtschreibung einzuführen, wurden im 19. Jahrhundert häufiger. 1865 veröffentlichte Iakob Gogebaschwili das Lehrbuch des georgischen Alphabets „Das erste Lesebuch für Schüler“, in dem erklärt wurde, dass es gewöhnliche kleine (Mchedruli) Buchstaben und ihre großen Entsprechungen, sogenannten Mtawruli-Buchstaben, gab. Mtawruli-Buchstaben in diesem Sinne sind die Mchedruli-Buchstaben, die im Zweiliniensystem verteilt sind (also alle Mchedruli-Buchstaben sind gleich groß, haben keine Ober- und Unterlängen über das Schriftbild hinaus). Im Lehrbuch werden sie systematisch am Anfang des Satzes und der Eigennamen verwendet. Die gleiche Rechtschreibung ist in dem 1867 veröffentlichten Deda Ena – Lehrbuch der georgischen Sprache – erhalten, das viele Jahre in der Grundschulbildung verwendet wurde. Das Mtawruli-Alphabet, das manchmal fälschlicherweise Assomtawruli genannt wurde, wurde auch von einigen georgischen Zeitungen des 19. Jahrhunderts für orthografische Zwecke verwendet, und da dies für die Leser eine ungewöhnliche Neuheit war, versuchten sie, seine Überlegenheit zu beweisen:

„უასომთავრულოდ კაცი საკუთარს სახელს ძნელად გამოიცნობს ხოლმე, ასე რომ ხშირად შეუნიშნავად რჩებიან უცხო ქვეყნების კაცების სახელები. ამასთანავე, ყოველი აზრი კითხვაში უფრო მკაფიოდ და ნათლად იხედება, რადგან ის ყოველთვის ასომთავრულით იწყება ხოლმე. ასომთავრულის შემოღებით აგრეთვე თვითონ ქართული სტამბაც მრავალგვარდება და მშვენიერდება… როდესაც მკითხველებს ასომთავრულზე თვალი გაუტყდებათ, მაშინ ისინი ღირსებად ჩასთვლიან ნაკლულოვანებას, რომელსაც პირველად ხედავენ.“

„Ohne Großbuchstaben kann man Eigennamen kaum erkennen, so dass die Namen von Ausländern oft unbemerkt bleiben. Daneben wird jeder Gedanke beim Lesen klarer und deutlicher gesehen, weil er immer mit (Asso)Mtawruli beginnt. Mit der Einführung von (Asso)Mtawruli wird auch selbst die georgische Druckerei bereichert und verschönert… Wenn sich die Leser an (Asso)Mtawruli gewöhnen, werden sie den auf den ersten Blick gesehenen Nachteil dann als Vorteil halten.“

Dennoch setzte sich die Verwendung von Mtawruli als Großbuchstaben in der georgischen Rechtschreibung auch diesmal nicht durch und wurde im 20. Jahrhundert endgültig eingestellt. Trotzdem hat das Mtawruli im 20. Jahrhundert eine andere Funktion gefunden und ist bis heute als Versalschrift weit verbreitet. Insbesondere wird Mtawruli verwendet, um ein gleichförmiges Schriftbild zu erreichen, etwa in Überschriften, in Firmennamen, auf Plakaten, Schildern und Inschriften. Auch auf den georgischen Lari-Scheinen und Ausweisen wie etwa Personalausweisen sind die Angaben üblicherweise in Mtawruli-Schrift. Manchmal betont diese Schrift die einzelnen in Mtawruli geschriebene Wörter oder Phrasen in einem ansonsten normal gesetzten Text. In der handgeschriebenen Schrift ist die Verwendung von Mtawruli eher selten.

## Weitere Verwendung

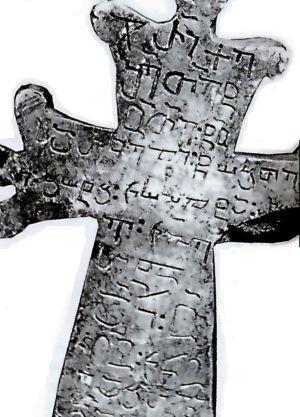
In georgischer Schrift beschriftetes christliches Steinkreuz aus dem 12./13. Jahrhundert aus dem awarischen Aul Galla in Dagestan. Der Längsbalken ist oben und unten (Zeilen 1–3 und 7–11) in georgischer Sprache mit Assomtawruli-Schrift beschrieben, die Zeilen 4–6 am Querbalken in awarischer Sprache mit Nuschuri-Schrift. Historisches Staatsmuseum Dagestans in Machatschkala

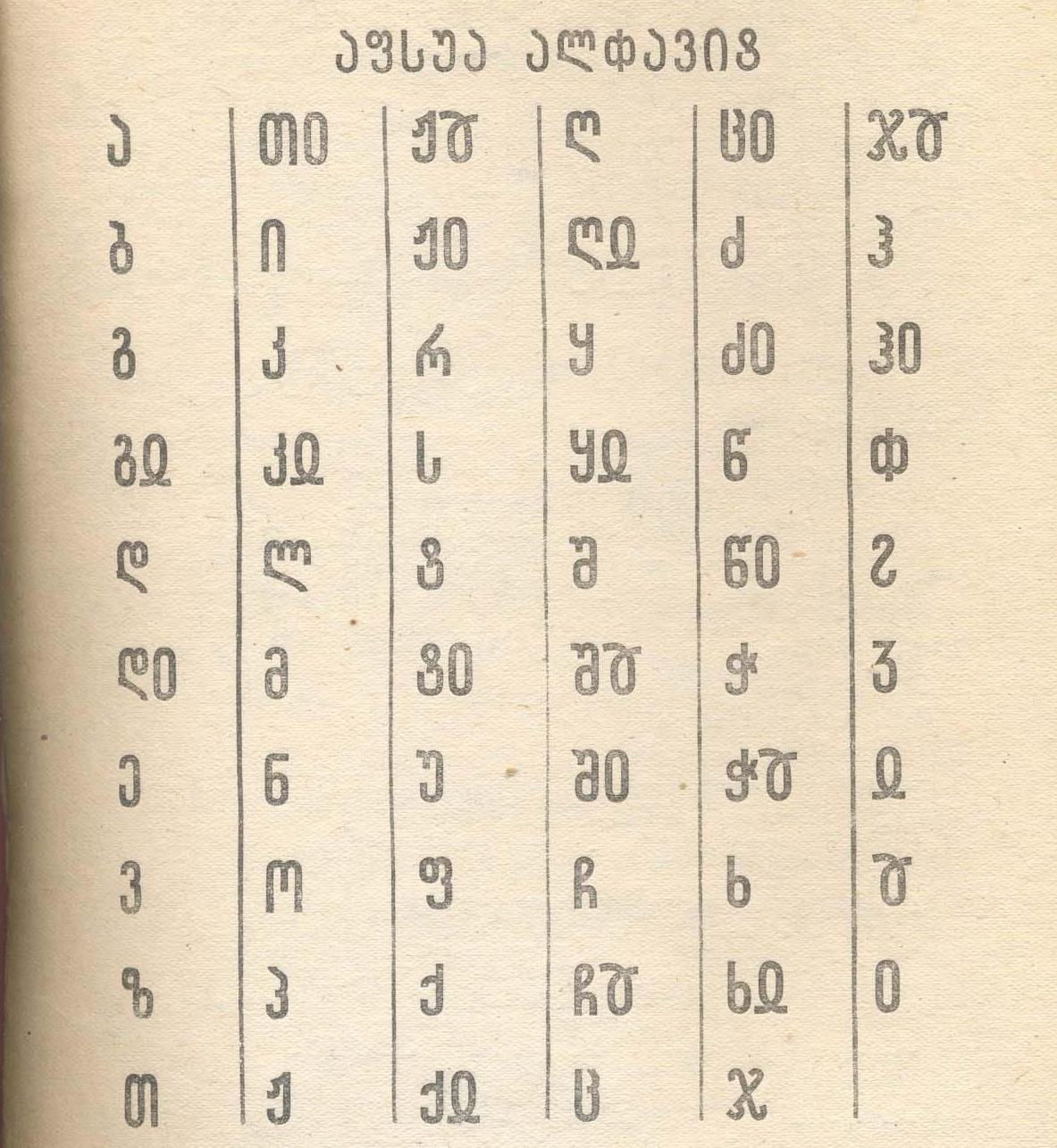
Auf der georgischen Schrift basierendes abchasisches Alphabet, 1938 bis 1953

Neben der Schreibung des Georgischen wird die georgische Schrift auch für alle drei anderen südkaukasischen Sprachen – Mingrelisch, Swanisch und Lasisch – verwendet. Letzteres, das hauptsächlich im Nordosten der Türkei gesprochen wird, verwendet daneben auch ein eigenes Alphabet, das auf dem lateinischen Alphabet basiert. Die Lasen, die in der georgischen Region Adscharien leben, verwenden hingegen nur die georgische Schrift. Da diese Sprachen jedoch weder in Georgien noch in der Türkei einen offiziellen Status haben, gibt es keinen Standard für sprachliche und orthografische Normen. Folglich gibt es keine streng definierte Zusammensetzung des Alphabets, die Anzahl der Buchstaben des Alphabets und die Schreibweise der Wörter unterscheiden sich in verschiedenen Veröffentlichungen.
Gleiches gilt für die Batsische Sprache, die zur nordostkaukasischen Sprachfamilie gehört und von einem Teil der in der georgischen Region Tuschetien lebenden Georgier gesprochen wird. Obwohl seine verwandten Sprachen heute kyrillisch geschrieben werden, verwendet Batsisch seit seiner ersten Erforschung kontinuierlich die georgische Schrift. Archäologische Beweise bestätigen weiterhin, dass auch andere nordkaukasische Sprachen, insbesondere Inguschisch, Tschetschenisch und Awarisch, seit dem Mittelalter bis zum 17. Jahrhundert durch georgische Schrift geschrieben wurden. Später wurde die georgische Schrift durch die arabische und seit dem 20. Jahrhundert durch die kyrillische ersetzt. Im 18. Jahrhundert, verwendeten georgische christliche Missionare jedoch weiterhin das georgische Alphabet, um die nordkaukasischen und dagestanischen Sprachen zu schreiben.
Von 1938 bis 1953 wurde das auf der georgischen Schrift basierende Alphabet offiziell für die abchasische Sprache verwendet. Dieses auf der georgischen Schrift basierende abchasische Alphabet wurde von den abchasischen Schriftstellern Dmitri Gulia und den georgischen Gelehrten Simon Dschanaschia und Akaki Schanidse entwickelt. In den gleichen Jahren wurde das georgische Alphabet in Südossetien offiziell für die ossetische Sprache verwendet, während in Nordossetien Kyrillisch verwendet wurde. Zuvor, im Jahr 1802, schuf der ossetisch-georgische Missionar und Schriftsteller Ioane Ialghusidse ein Alphabet, das ebenfalls auf der georgischen Schrift basierte, um ossetische Literatur zu schreiben. Mehrere ossetische kirchliche Veröffentlichungen wurden in georgischer Schrift von Ialghusidse veröffentlicht.
Einige aserbaidschanisch- und türkischsprachige Manuskripte sind auch in georgischem Alphabet verfasst, insbesondere ein türkisches Evangelium, Wörterbuch, Gedichte und ein medizinisches Buch aus dem 18. Jahrhundert. In der armenischen Gemeinde in Tiflis wurde im 18. und 19. Jahrhundert gelegentlich die georgische Schrift zum Schreiben von Armenisch verwendet, und einige Beispiele dieser Art von Texten werden im Georgischen Nationalen Handschriftenzentrum Tiflis aufbewahrt. Ebenfalls im Nationalen Handschriftenzentrum aufbewahrt ist eine persische Übersetzung des arabischen Evangeliums aus dem 18. Jahrhundert, die ebenfalls mit georgischen Buchstaben geschrieben wurde. In den Sammlungen des Nationalen Handschriftenzentrums Tiflis befinden sich auch einige kurze Gedichte in russischer Sprache, die in georgischer Schrift im späten 18. und frühen 19. Jahrhundert verfasst wurden.

## Typografie und Zeichenkodierung

### Schriftarten

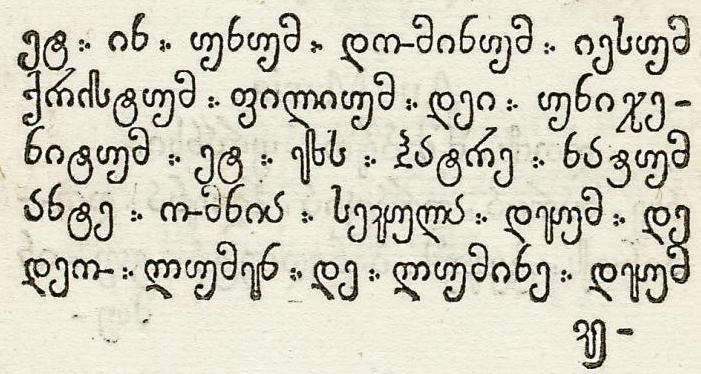
Auszug aus dem ersten georgischen gedruckten Buch Alphabetum Ibericum sive Georgianum cum Oratione, Rom, 1629

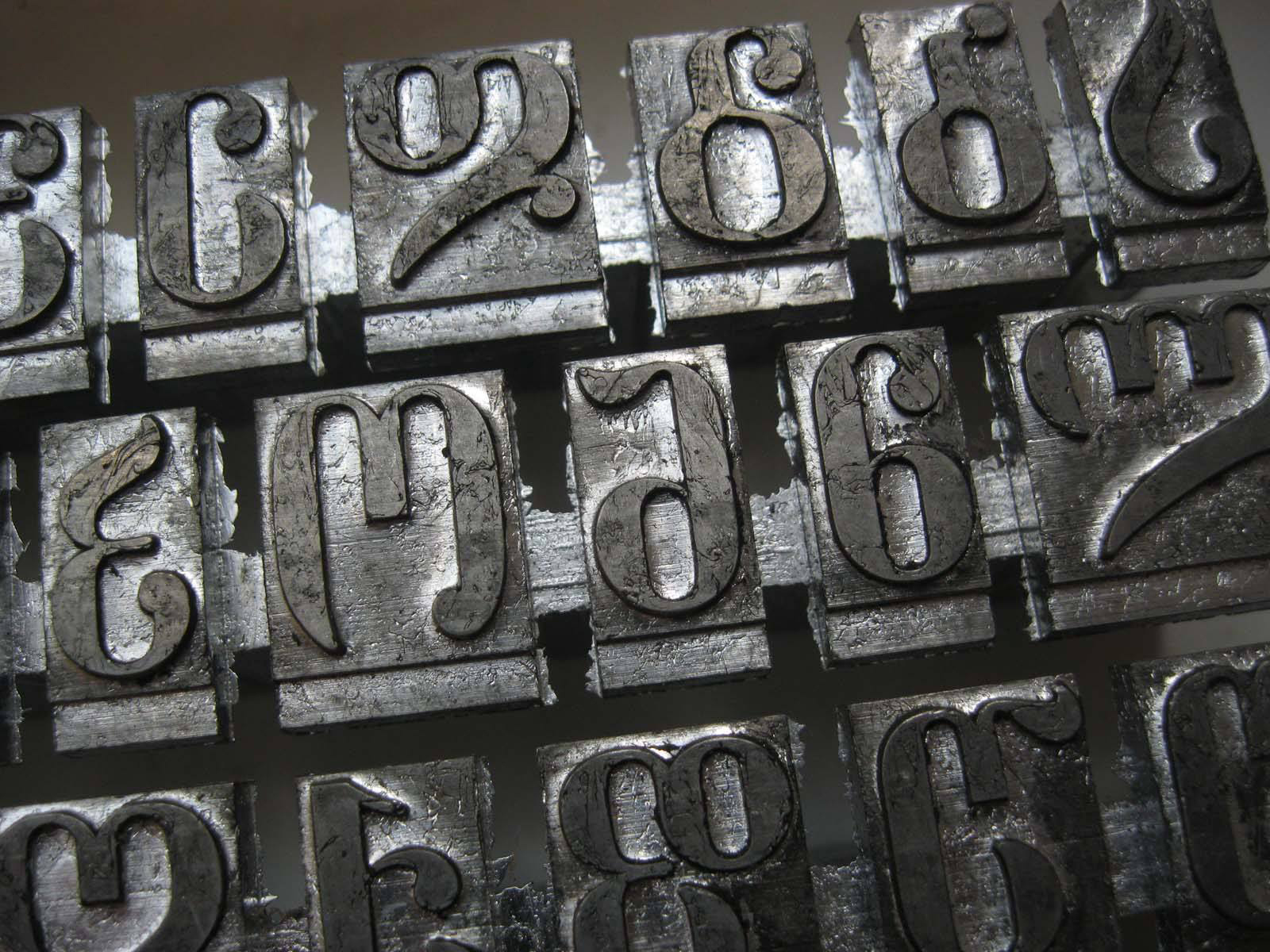
Von Anton Dumbadse entwickelte Lettern für Mtawruli-Schrift

Die ersten gedruckten georgischsprachigen Bücher – eine Anleitung zum georgischen Alphabet (Alphabetum Ibericum sive Georgianum cum Oratione) und ein georgisch-italienisches Wörterbuch (Dittionario giorgiano e italiano) für katholische Missionare – wurden 1629 in Rom veröffentlicht. Als Autor der hier verwendeten Schriftart gilt Nikolos Tscholoqaschwili, Botschafter von König Teimuras I. von Kartli und Kachetien in Italien. Die Proportionen der georgischen Buchstaben wurden in dieser Schriftart jedoch nicht richtig berücksichtigt. Im Jahr 1708 gründete der georgische König Wachtang VI. die erste Druckerei in Georgien in Tiflis mit verschiedenen und hochwertigen Schriftarten. Ein Teil der damaligen georgischen Schriftarten wurde wahrscheinlich von Anthim dem Iberer – einem georgisch-rumänischen Kirchenführer und Gründer einer der ersten Druckereien in Rumänien – erstellt. In den Jahren 1749 bis 1802 war die Druckerei von König Erekle II. in Tiflis tätig. Der größte Teil der alten georgischen gedruckten Originalliteratur wurde in dieser Druckerei angefertigt. In künstlerischer Hinsicht sind die Schriftarten der Druckerei Erekles viel niedriger als die der Druckerei Wachtangs.
1864 wurde in Wien eine neue georgische Schriftart nach den Zeichnungen des georgischen Schriftstellers Micheil Qipiani hergestellt. Entsprechend dem Ort seiner Entstehung wurde die Schrift Wenuri (georgisch ვენური, „Wiener“) genannt. Diese Schriftart war in ihrer Qualität allen anderen Schriftarten dieser Zeit so überlegen, dass sie fast ein Jahrhundert lang in georgischen Publikationen am häufigsten vorkam.
Zu Beginn des 20. Jahrhunderts gab es die Überzeugung, dass georgische Rundbuchstaben modernisiert werden müssten und im Einklang mit dem Industriezeitalter stehen sollten. So erscheinen die eckigen Mchedruli-Buchstaben auf den Büchern, Plakaten und Bildern dieser Zeit. 1960 bis 1998 gab es in Tiflis ein sogenanntes Schriftartenlabor, in dem Künstler, Linguisten und Psychologen zusammenarbeiten, um Schriften zu entwickeln. Im Rahmen des Labors entwickelte der Schriftdesigner Anton Dumbadse eine Reihe von Schriftarten. Viele der später digitalisierten und noch verwendeten Computerschriften wurden von ihm entworfen. Die erfolgreichste von ihnen ist die Schriftart „Kolcheti“ (georgisch კოლხეთი), deren digitale Version in georgischen akademischen und künstlerischen Publikationen immer noch am häufigsten verwendet wird. Im Gegensatz zu Printpublikationen sind Sylfaen, DejaVu und Segoe die häufigsten georgischen Schriftarten im Internet und für Bildschirme.
Moderne georgische Schriften finden sich in fast allen für Latein charakteristischen stilistischen Variationen, wie zum Beispiel Normal, Fett, Kursiv, es gibt auch Serifen- und Grotesk-Schriftarten.

### Unicode
Die georgische Schrift ist seit 1991 mit der Veröffentlichung von Version 1.0 in Unicode Standard aufgenommen. Heute befinden sich die georgischen Zeichen in drei Unicode-Blöcken. Bei der Erstellung des ersten georgischen Unicodeblocks (U+10A0 bis U+10FF), der einfach Unicodeblock Georgisch heißt und nur die Assomtawruli- und Mchedruli-Buchstaben umfasst, spielten der deutsche Sprachwissenschaftler und Kartwelologe Jost Gippert sowie der US-amerikanisch-irische Linguist Michael Everson, der den georgischen Unicode für die Macintosh-Systeme entwickelte. Bedeutende Beiträge leisteten auch der georgische Schriftdesigner Anton Dumbadse und Irakli Garibaschwili (nicht zu verwechseln mit dem georgischen Politiker Irakli Gharibaschwili).
2005 erschien in Unicode Nuschuri-Buchstaben in einer separaten Gruppe Unicodeblock Georgisch, Ergänzung (U+2D00 bis U+2D2F). Gleichzeitig wurde klargestellt, dass – zumindest im aktuellen Gebrauch – Assomtawruli und Nuschuri entsprechend Groß- und Kleinbuchstaben einer Zweikammerschrift Chuzuri darstellen. Im Juni 2018 erschien eine weitere Gruppe Unicodeblock Georgisch, erweitert, die die Mtawruli-Schrift als Versal- bzw. Majuskel-Buchstaben der Mchedruli-Schrift enthält.

## Kulturelle Bedeutung

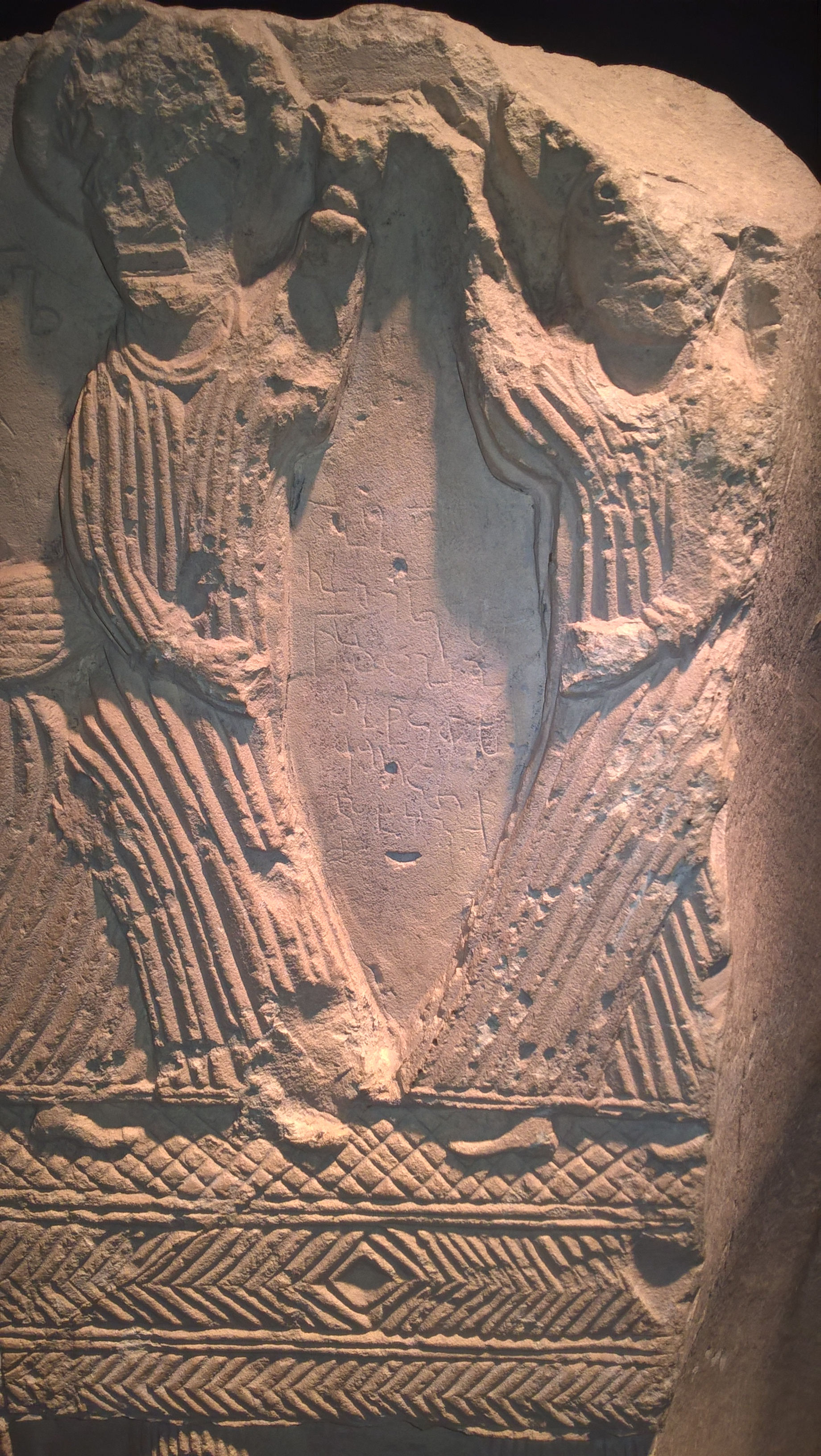
Dawati-Stele mit den Erzengeln, die das georgische Alphabet verherrlichen

Die Schaffung des georgischen Alphabets hängt wahrscheinlich mit der Etablierung der georgischen Sprache als Staatssprache oder mit der Christianisierung Georgiens zusammen. Auch die Geschichte der georgischen Literatur beginnt mit der Schaffung des georgischen Alphabets. Schließlich beginnt nach der historischen Erzählung auch die Bildung der einheitlichen Identität der georgischen Nation mit der Schaffung des Alphabets. So schrieb zum Beispiel der georgische Historiker Leonti Mroweli aus dem 11. Jahrhundert König Parnawas I., dem Begründer der georgischen Staatlichkeit, die Rolle des Schöpfers des Alphabets und des Unterstützers der Verbreitung der georgischen Sprache zu.
Das georgische Alphabet scheint seit dem frühen Mittelalter als Symbol der georgischen kulturellen Identität wahrgenommen worden zu sein. Dies wird unter anderem durch das Denkmal aus dem 6. Jahrhundert, die Dawati-Stele, veranschaulicht, das die Erzengel Michael und Gabriel zeigt, die das georgische Alphabet verherrlichen. Die Darstellung ist aus christlicher Sicht nicht kanonisch, da eine solche Ikonografie anstelle des Alphabets normalerweise eine Szene der Verherrlichung Christi darstellt. Das Bild der Dawati-Stele entspricht inhaltlich der Hymne des georgischen Schriftstellers Ioane Sossime aus dem 10. Jahrhundert „Lob und Gloria der georgischen Sprache“. In der Hymne entwickelt Ioane Sossime die Theorie, dass die georgische Sprache der griechischen Sprache an Würde gleichkomme und sie in mancher Hinsicht sogar übertreffe: Insbesondere in der georgischen Sprache und im georgischen Alphabet sei ein Geheimnis verborgen, das erst nach dem zweiten Kommen Christi enthüllt werde. Die Idee des im Alphabet verborgenen Geheimnisses war auch später so einflussreich, dass selbst im 20. Jahrhundert viele Autoren versuchten, dieses Geheimnis zu finden. Die Studien sind jedoch weitgehend spekulativ.
Die Bedeutung des georgischen Alphabets als Indikator für die nationale Identität hat seit dem 19. Jahrhundert zugenommen, als der Prozess der Russifizierung nach der Eroberung Georgiens durch das Russische Kaiserreich begann. In den 1930er Jahren begann in der Sowjetunion der Prozess der Erstellung kyrillischer Alphabete für Sprachen ohne literarische Traditionen. In diesem Rahmen gab es einen Versuch, auch die georgische Literatur auf Kyrillisch zu verlagern, aber die Idee scheiterte angesichts einer langen Tradition der georgischen Schrift. Auch später, bei den Protesten zur Unterstützung der georgischen Sprache in den 1970er Jahren, wurde das georgische Alphabet immer als Hinweis darauf präsentiert, dass Russland dem eroberten Land kulturell nicht überlegen war.

Alphabet-Turm in Batumi

Das georgische Alphabet behält auch heute seine Bedeutung als eines der Symbole der georgischen kulturellen Identität. Es gibt eine wachsende Zahl georgischer Kalligrafen, Künstler, Bildhauer, Handwerker sowie Designer, die das Alphabet künstlerisch gestalten. Die georgische Schrift und Kalligraphie sind mittlerweile teilweise auch zu einer Touristenattraktion geworden. In Batumi wurde 2011 ein Alphabet-Turm mit DNA-Form errichtet. Die Funktion des Turms besteht darin, dass Touristen das Panorama der Stadt von oben sehen können. Die Form der DNA betont, dass das georgische Alphabet als „DNA Georgiens“ zur Einzigartigkeit der georgischen Kultur beiträgt.
In den 1990er und 2000er Jahren spiegelte sich das georgische Alphabet in Computersystemen nicht vollständig wider, weshalb alltägliche Texte, kurze Textnachrichten und Beiträge in sozialen Netzwerken häufig in lateinischer Schrift verfasst wurden. Diese Situation wurde bis heute teilweise durch Gewohnheit aufrechterhalten, obwohl die georgische Schrift in Computersystemen bereits vollständig unterstützt wird. Im Allgemeinen ist die Haltung der Gesellschaft gegenüber dem im lateinischen Alphabet eingegebenen georgischen Text jedoch stark negativ und dies wird hauptsächlich als Missachtung der georgischen Sprache und Kultur empfunden.
Auf Initiative der Georgischen Nationalen Agentur für Erhaltung des Kulturerbes wurde 2015 die „Lebende Kultur der drei Arten des georgischen Alphabets“ als immaterielles Denkmal des nationalen Kulturerbes eingestuft. 2016 wurde die georgische Schrift unter dem gleichen Namen auch in die UNESCO-Liste des immateriellen Kulturerbes der Menschheit aufgenommen. Damit ist das georgische Alphabet bisher die einzige Schrift weltweit, die von UNESCO als Kulturerbe der Menschheit anerkannt wird.